# Pozemní síly Armády České republiky
Pozemní síly Armády České republiky (PozS AČR) představují pozemní vojsko české armády, jehož základem jsou dvě mechanizované brigády. 7. mechanizovaná brigáda „těžkého typu“ je vyzbrojena pásovými bojovými vozidly (tanky a bojovými vozidly pěchoty), zatímco „střední“ 4. brigáda rychlého nasazení provozuje především kolové obrněné transportéry. Třetím manévrovým prvkem je budovaný 43. výsadkový pluk. Bojové jednotky doplňují jednotky bojové podpory a zabezpečení.
Pozemní síly byly od roku 2003 spolu s letectvem začleněny do Společných sil AČR. V roce 2013 došlo k obnovení samostatných velitelství pozemních a vzdušných sil. Velitelem pozemních sil je od 1. ledna 2025 generálmajor Josef Trojánek, který nahradil dosavadního velitele Romana Náhončíka.
Mezi hlavní úkoly pozemních sil patří vedení obranné a útočné bojové činnosti, ochrana komunikací, objektů a prostorů, udržování klidu a pořádku, ochrana civilního obyvatelstva při mírových a jiných operacích mimo území státu, posílení ochrany státní hranice, plnění úkolů ve prospěch Policie ČR a reakce na krizové situace v národním a aliančním rozsahu. Pozemní síly vysílají úkolová uskupení do mezinárodních operací NATO, EU nebo OSN.

## Historie

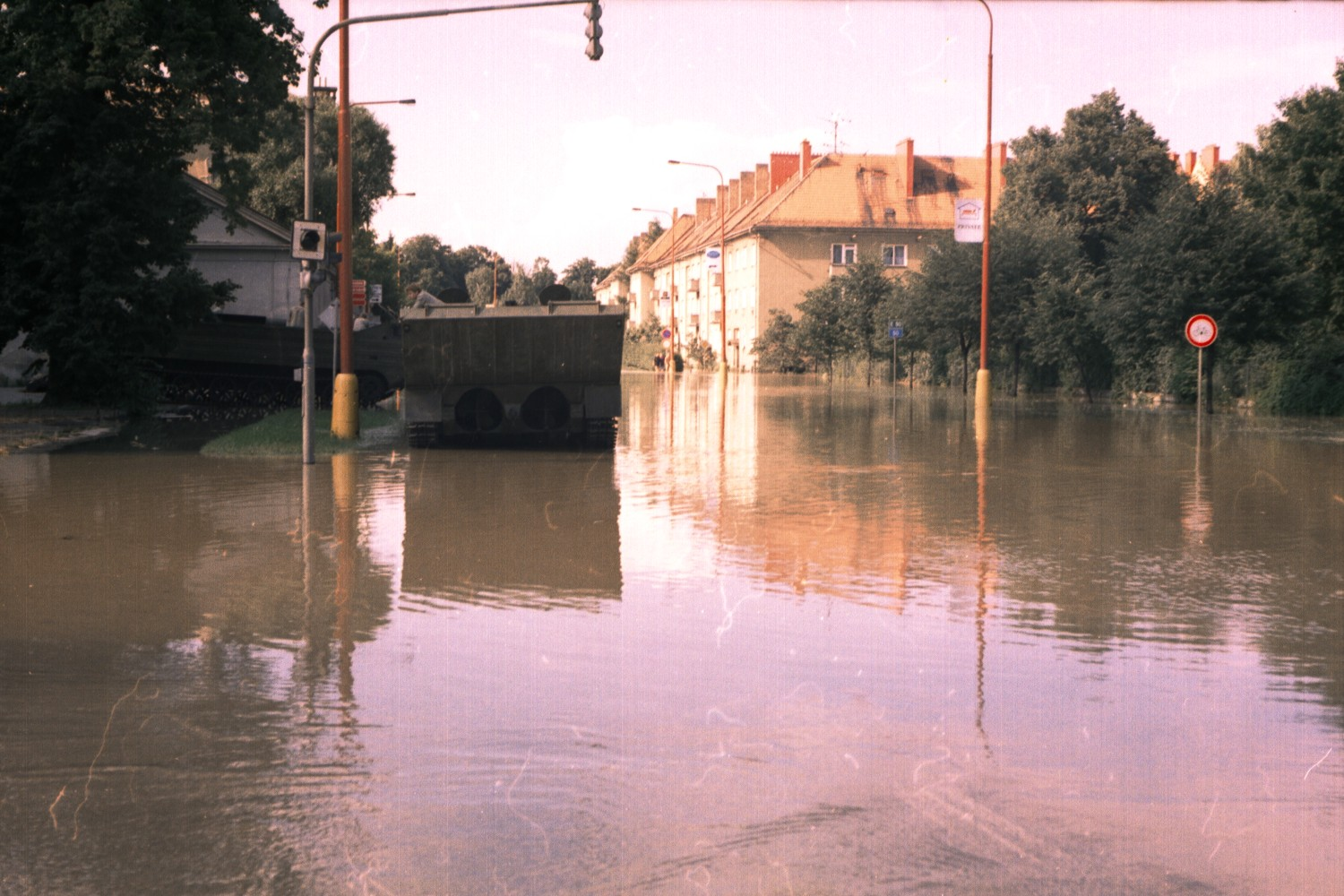
Obojživelné transportéry PTS-10, povodně v roce 1997

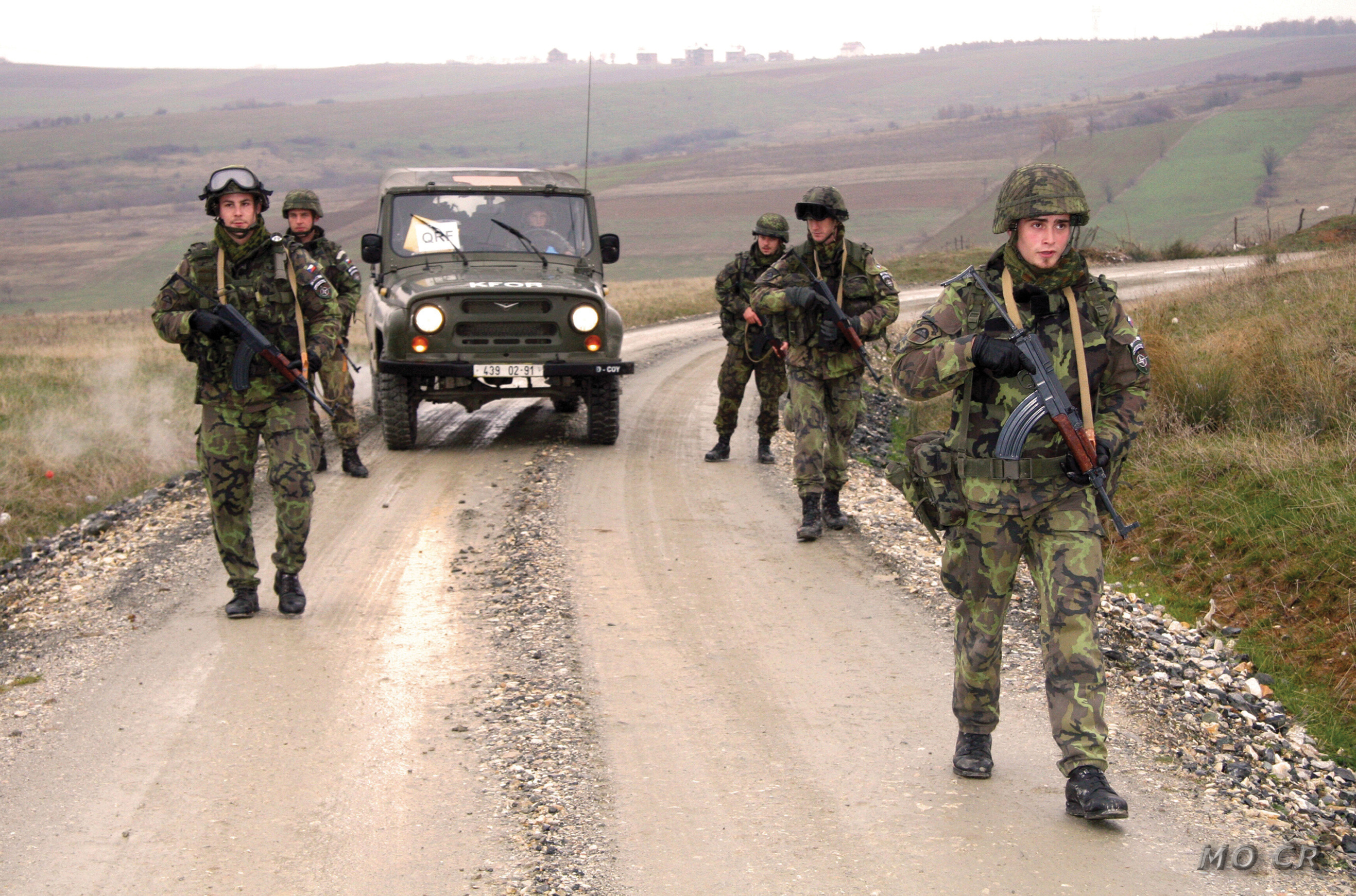
Čeští vojáci na misi KFOR v Kosovu

Z československé armády, jejíž výzbroj byla rozdělena v poměru 2:1 mezi Česko a Slovensko, vznikly 1. ledna 1993 dvě samostatné ozbrojené složky – Armáda České republiky (AČR) a Armáda Slovenské republiky.
Pozemní síly AČR byly od 1. prosince 2003 společně se vzdušnými silami součástí Společných sil AČR. K 1. červenci 2013 došlo na základě závěrů Bílé knihy o obraně k obnovení samostatného Velitelství pozemních sil a Velitelství vzdušných sil. Společné síly, resp. jejich velitelství, byly zrušeny 31. října 2013. Změny organizační struktury byly vyvolány snahou o úsporu zdrojů.
1. července 2013 přešly Pozemní síly Armády České republiky na novou organizační strukturu v rámci reformy ozbrojených sil, která k 1. prosinci 2013 transformovala několik brigád druhů vojsk na pluky. Tyto změny byly reakcí na redukci rozpočtu obrany. Z hlediska systému velení měla tato změna vést k úspoře počtů především v kategorii vyšších důstojníků.

### Domácí nasazení
Kromě obrany území je jedním z úkolů AČR a pozemních sil spolupráce v rámci Integrovaného záchranného systému. Při povodních v letech 1997, 2002, 2009, 2010, 2013 a 2024 se příslušníci pozemních sil podíleli na záchraně lidských životů a majetku i při následné likvidaci škod způsobených povodněmi. Vojáci jsou také nasazováni k ostraze hranic či vybraných objektů při různých mimořádných událostech.

### Zahraniční nasazení
Česká republika je (mimo jiné) členem Organizace spojených národů, Severoatlantické aliance, Evropské unie a Organizace pro bezpečnost a spolupráci v Evropě. Na základě smluvních závazků k těmto mezinárodním organizacím, případně na bázi bilaterálních dohod, se čeští vojáci účastní zahraničních operací. Jednalo se například o mise ve státech bývalé Jugoslávie – IFOR, SFOR či KFOR, nasazení ve válce v Iráku a Afghánistánu, misi EUTM v Mali, účast v mírových silách OSN nebo vysílání vojenských pozorovatelů.

## Technika a výzbroj
Pozemní síly AČR jsou vyzbrojeny několika typy pěchotních zbraní domácí i zahraniční výroby. Starší modely, které byly zavedeny do výzbroje československé armády, jsou postupně vyřazovány. Například samopaly vz. 58 byly u bojových jednotek nahrazeny útočnými puškami CZ 805 BREN, resp. jejich druhou generací BREN 2, odstřelovací pušky Dragunov jsou nahrazovány zbraněmi CZ BREN 2 PPS (puška pro přesnou střelbu), kulomety UK vz. 59 novými FN MINIMI ráže 7,62 x 51 mm NATO a pistole vz. 82 zbraněmi CZ 75 SP-01 Phantom a následně CZ P-10C. Ve výzbroji pěších či mechanizovaných jednotek se stále nacházejí i zbraně sovětské či ruské výroby, jako pancéřovky RPG-7, automatické granátomety AGS-17 nebo protitankové řízené střely 9K113 Konkurs.
Obrněná vozidla jsou dílem československé výroby podle sovětského vzoru – tanky T-72, bojová vozidla pěchoty BVP-2 či speciální vozidla na podvozku OT-90 a BVP-1, dílem západního původu – v Česku se licenčně vyráběly např. rakouské Pandury. Nákladní automobily jsou převážně od společnosti Tatra, osobní terénní vozidla jsou hlavně typu Toyota Hilux, postupně nahrazující dříve používané typy UAZ-469 a Land Rover Defender .

## Druhy vojsk
Pozemní síly Armády České republiky se dělí na několik druhů vojsk a služeb. Jedná se o vojsko mechanizované, výsadkové, ženijní a chemické, dále o dělostřelectvo, logistiku a zpravodajské zabezpečení. Vševojskové útvary AČR byly od roku 2003 nahrazeny útvary odbornými, což bylo odůvodněno potřebou efektivnějšího výcviku jednotlivých druhů vojsk. Pro národní a mezinárodní cvičení či bojové nasazení jsou sestavovány modulární jednotky, tzv. úkolová uskupení – brigádní (BÚU), praporní a rotní. BÚU jsou vytvářena na základě 4. brigády rychlého nasazení nebo 7. mechanizované brigády a doplněna o jednotky dalších druhů vojsk a služeb.

### Mechanizované vojsko
Mechanizované vojsko se vyznačuje vysokou mobilitou, účinnou palebnou silou a odolností, což mu umožňuje působit proti obrněným cílům ve dne i v noci v širokém spektru operací. Podle „Koncepce výstavby Armády České republiky 2030“ (KVAČR 2030) bude schopné zasazovat úkolové uskupení do velikosti brigádního úkolového uskupení.
7. mechanizovaná brigáda je určena k nasazení do operací kolektivní obrany v souladu s požadavky obranného plánování NATO. Tvoří ji 71., 72. a 74. mechanizovaný prapor s bojovými vozidly pěchoty BVP-2 a 73. tankový prapor s hlavními bojovými tanky T-72M4 CZ, Leopard 2A4 a T-72M1.
4. brigáda rychlého nasazení je podle KVAČR 2030 budována s výhledem přechodu na brigádu středního typu. Po vyčlenění a rozšíření 43. výsadkového praporu na pluk je brigádě podřízen 41. a 42. mechanizovaný prapor s KBVP Pandur II a 44. lehký motorizovaný prapor, který je vybaven především LOV Iveco.

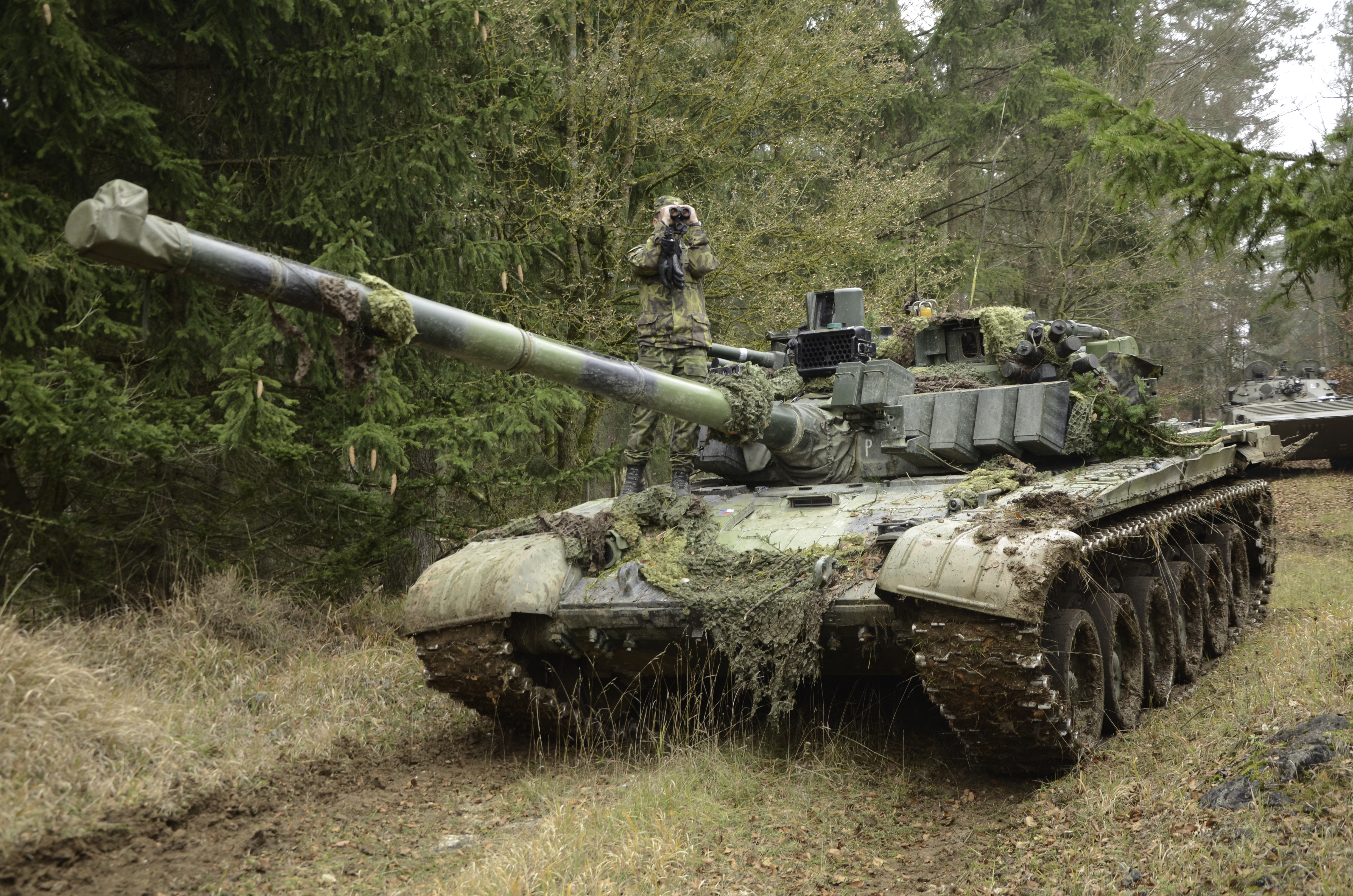
T-72M4 CZ
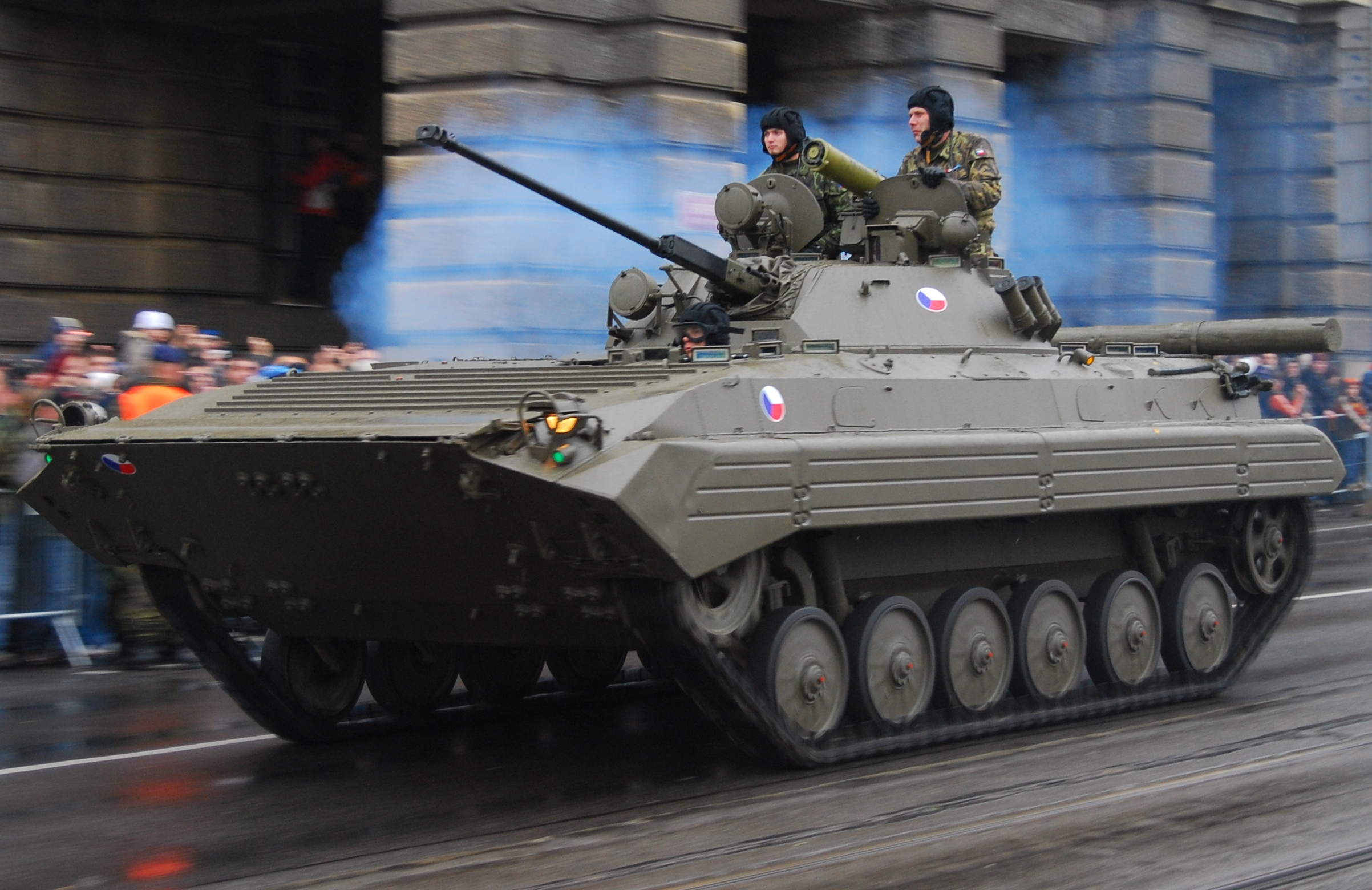
BVP-2
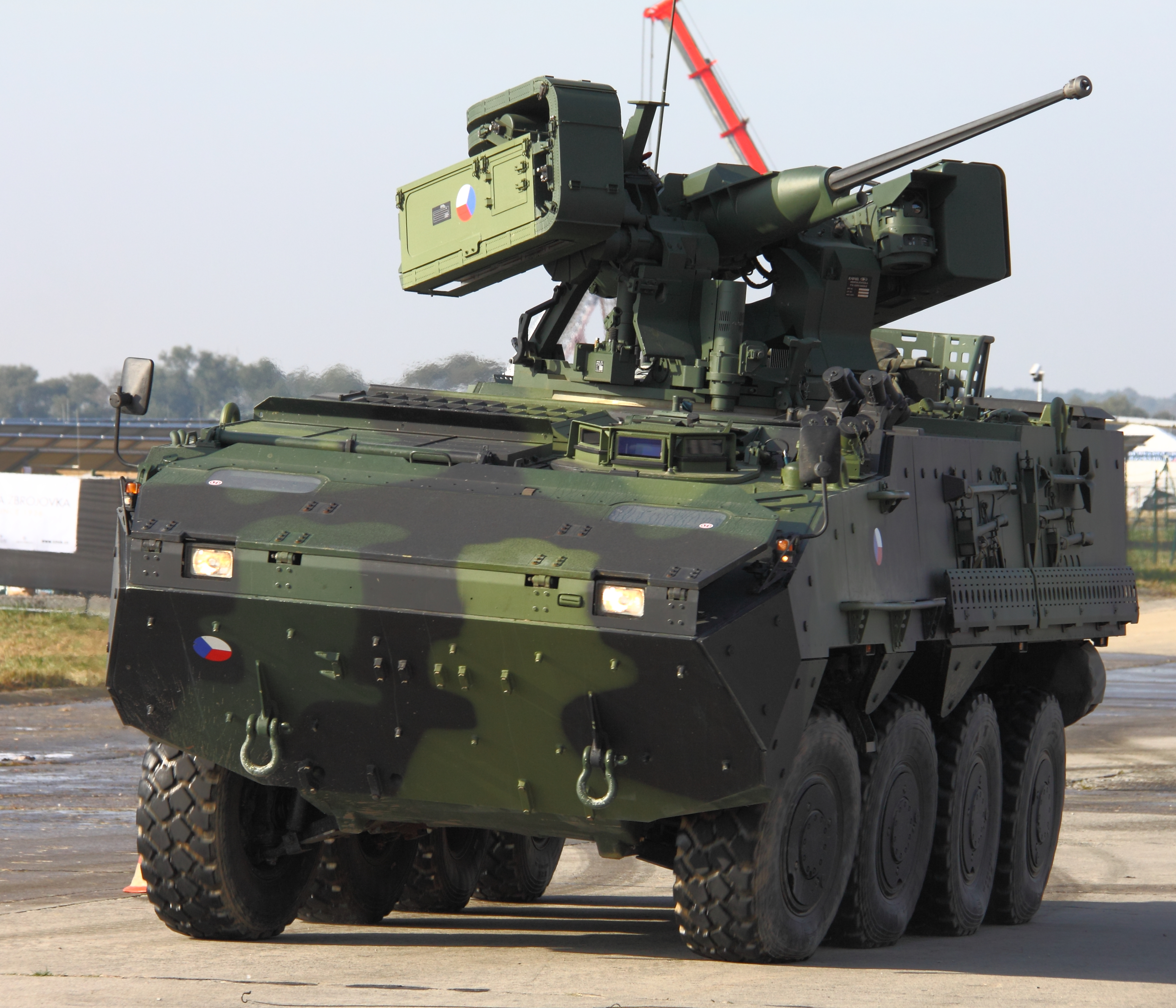
Pandur II
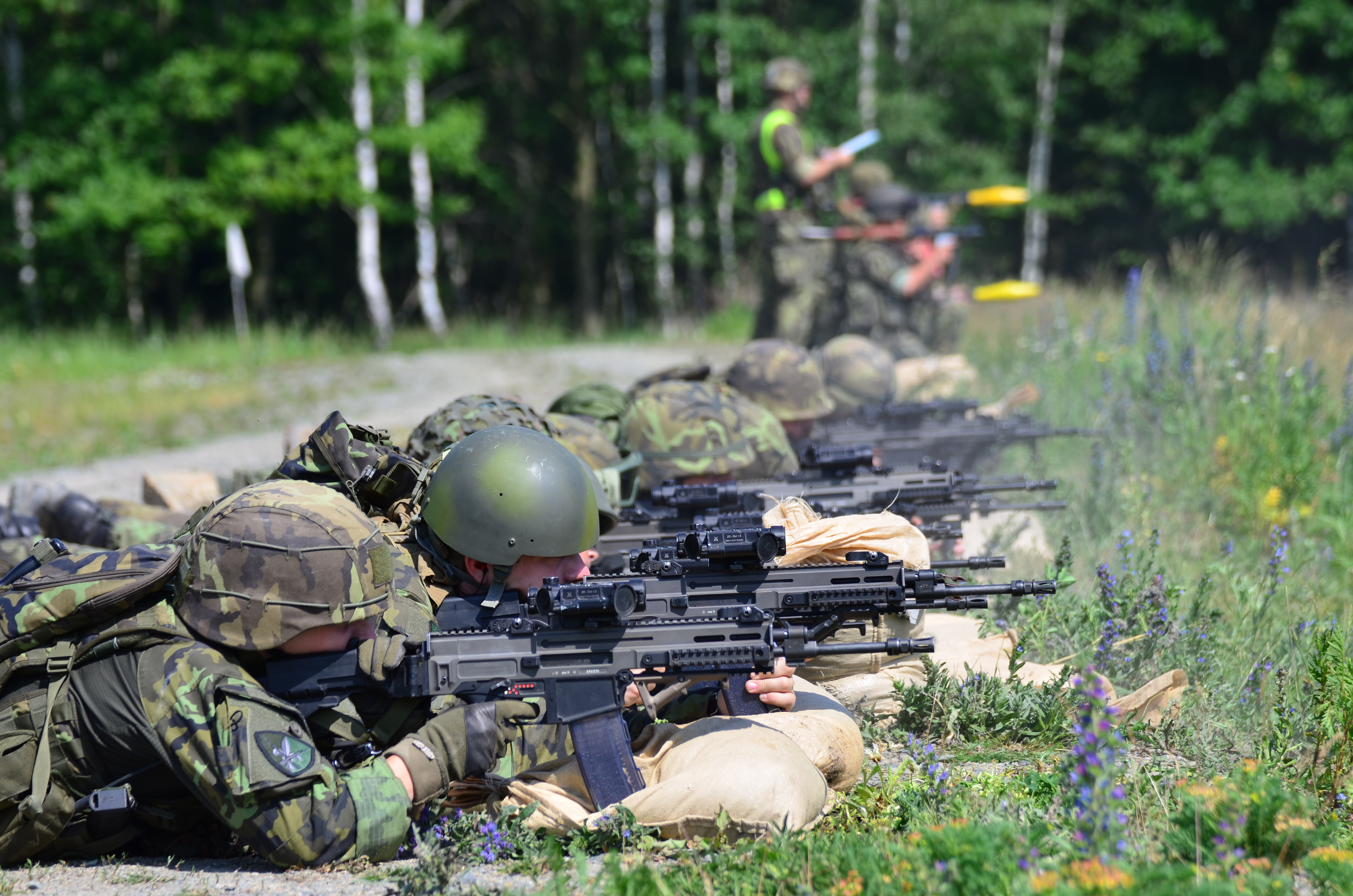
Vojáci s CZ 805 a RPG-7

### Výsadkové vojsko
Výsadkové vojsko je schopné zasazovat osoby, techniku a materiál vzdušným výsadkem a vysílat výsadková úkolová uskupení. Od října 2020 je tvořeno výsadkovým plukem.
43. výsadkový pluk je určen k provádění vzdušně-výsadkových i aeromobilních operací (tj. zasazení vrtulníky). Jednotka působí jako národní síla okamžité reakce a nadále splňuje závazek České republiky vůči NATO na bojovou připravenost lehkého výsadkového praporu (Airborne Light Infantry Battalion).

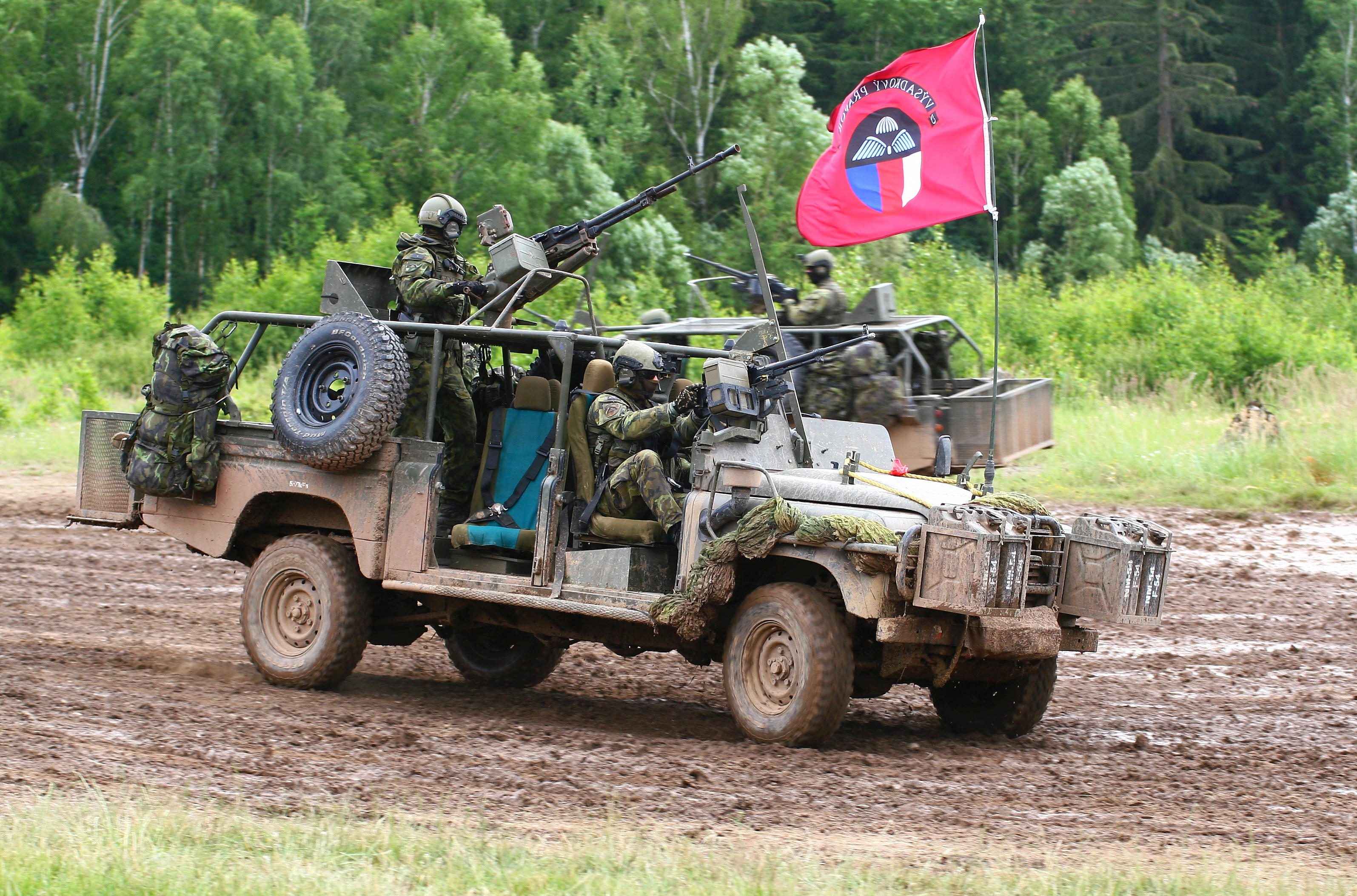
Kajman
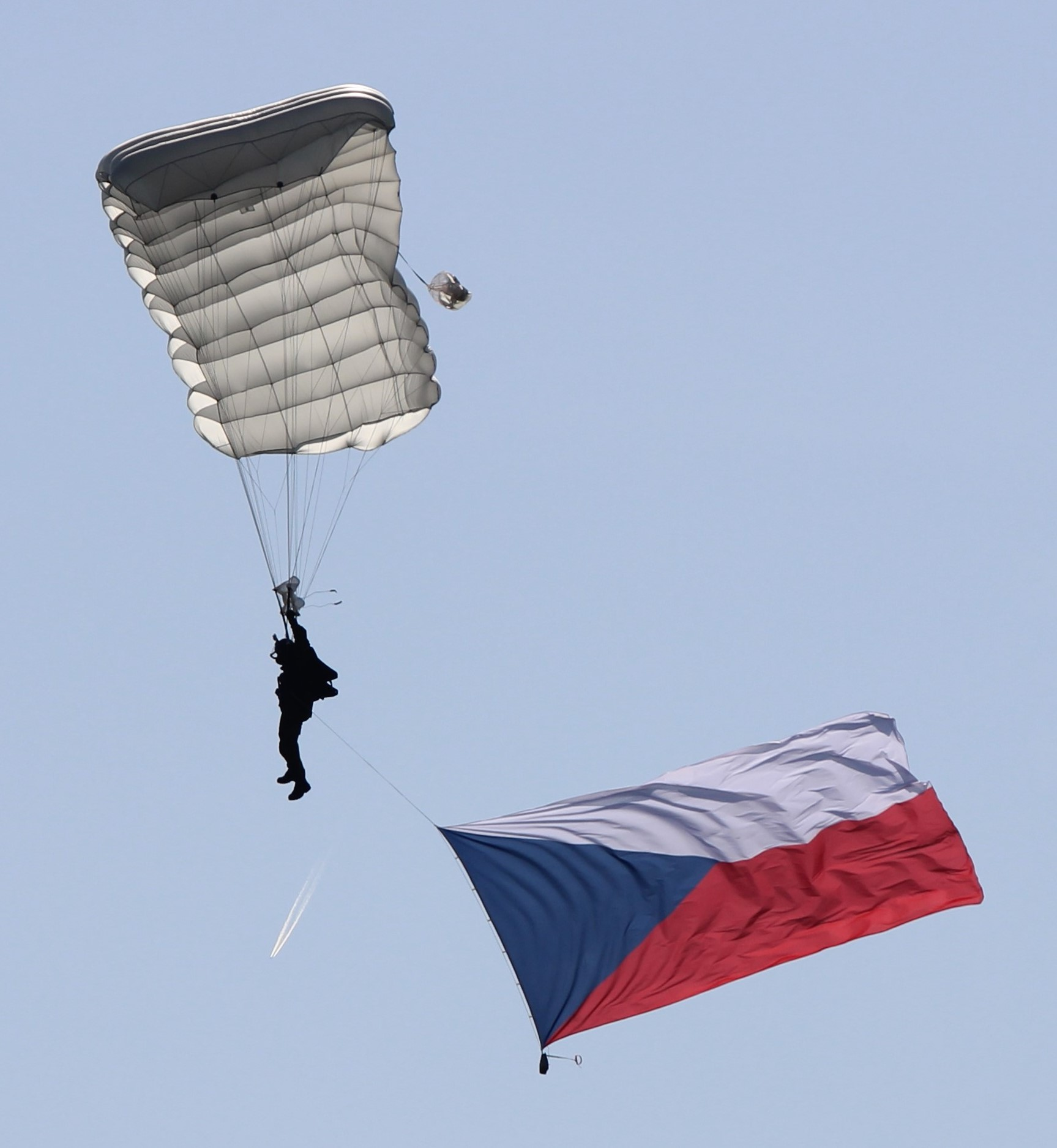
Výsadkář
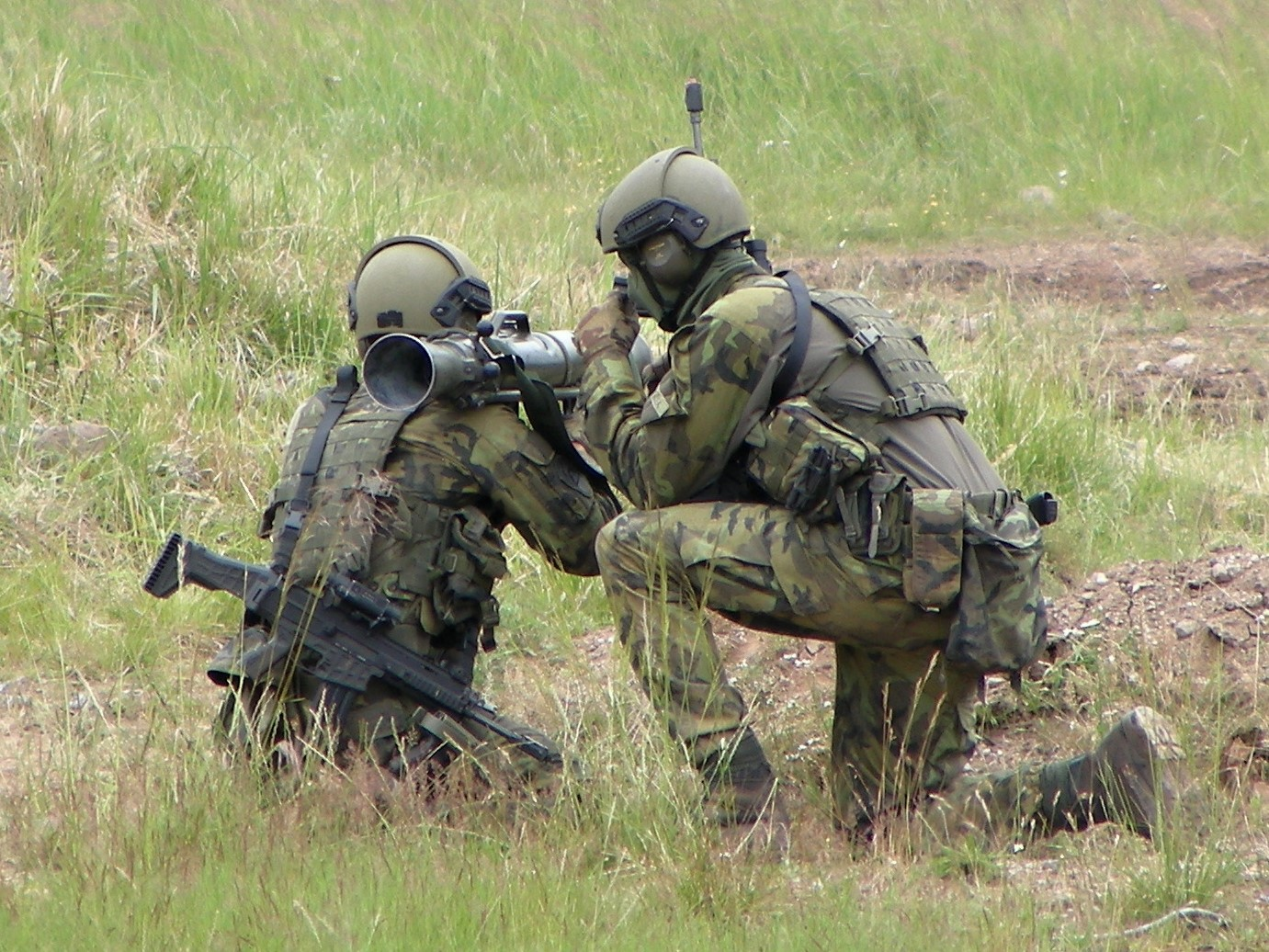
Tým Carl Gustav

### Dělostřelectvo
Dělostřelectvo je hlavním druhem palebné podpory, kterou poskytuje převážně ostatním druhům vojsk, resp. úkolovým uskupením pozemních sil. Disponuje samohybnými dělostřeleckými a minometnými zbraňovými systémy a prostředky dělostřeleckého průzkumu ke zjišťování cílů a hodnocení výsledků palby.
13. dělostřelecký pluk je tvořen 131. a 132. dělostřeleckým oddílem, které jsou vyzbrojeny 152mm samohybnými kanónovými houfnicemi vz. 77 DANA, průzkumnými systémy LOS a LOV-Pz, baterií STAR s dělostřeleckými radiolokátory Arthur a průzkumnými a pozorovacími komplety Sněžka, a dalšími jednotkami. V červnu 2020 se začalo vyjednávat o nákupu 52 francouzských houfnic CAESAR 8x8, které mají ve výzbroji nahradit houfnice DANA. Dne 30. září 2021 byla podepsána smlouva na pořízení 52 ks kompletů CAESAR 8×8CZ s termínem dodání 2024-2026, která byla dodatkem ze dne 14. prosince 2022 rozšířena o dalších 10 kusů. S postupným přezbrojením pluku na nové houfnice se počítá nejdříve od roku 2026.
Minometné baterie 41., 42., 71., 72. a 74. mechanizovaného praporu jsou vyzbrojeny 120mm taženými minomety vz. 82 PRAM-L, u 72. mpr i 120mm samohybnými minomety vz. 85 PRAM-S. Minometná baterie 44. lehkého motorizovaného praporu a středisko zbraní 43. výsadkového pluku je vyzbrojeno 81mm minomety Expal MX2-KM. 43. výsadkový pluk u čet zbraní v rámci jednotlivých komand disponuje také 60mm minomety ANTOS-LR.

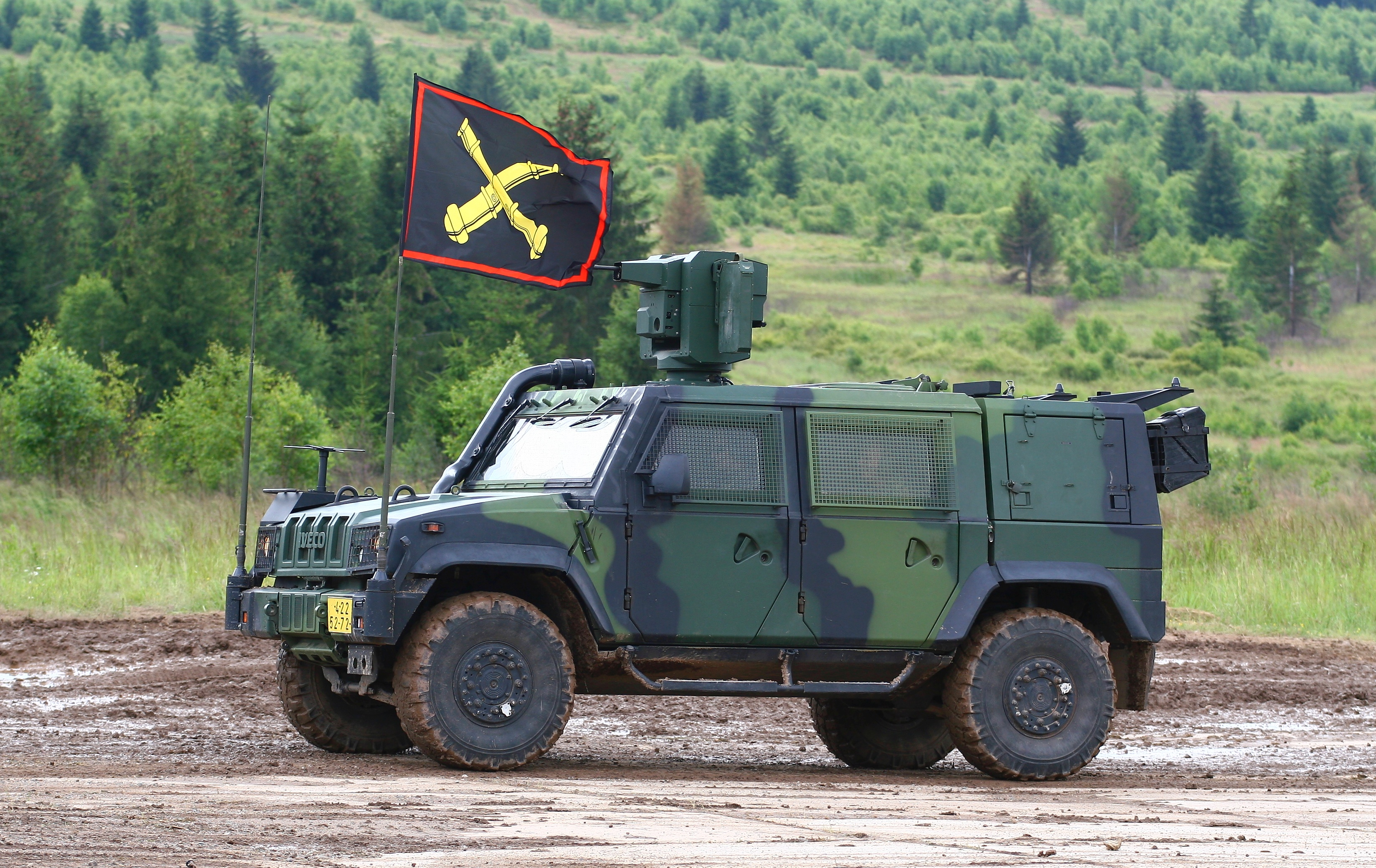
LOV-Pz
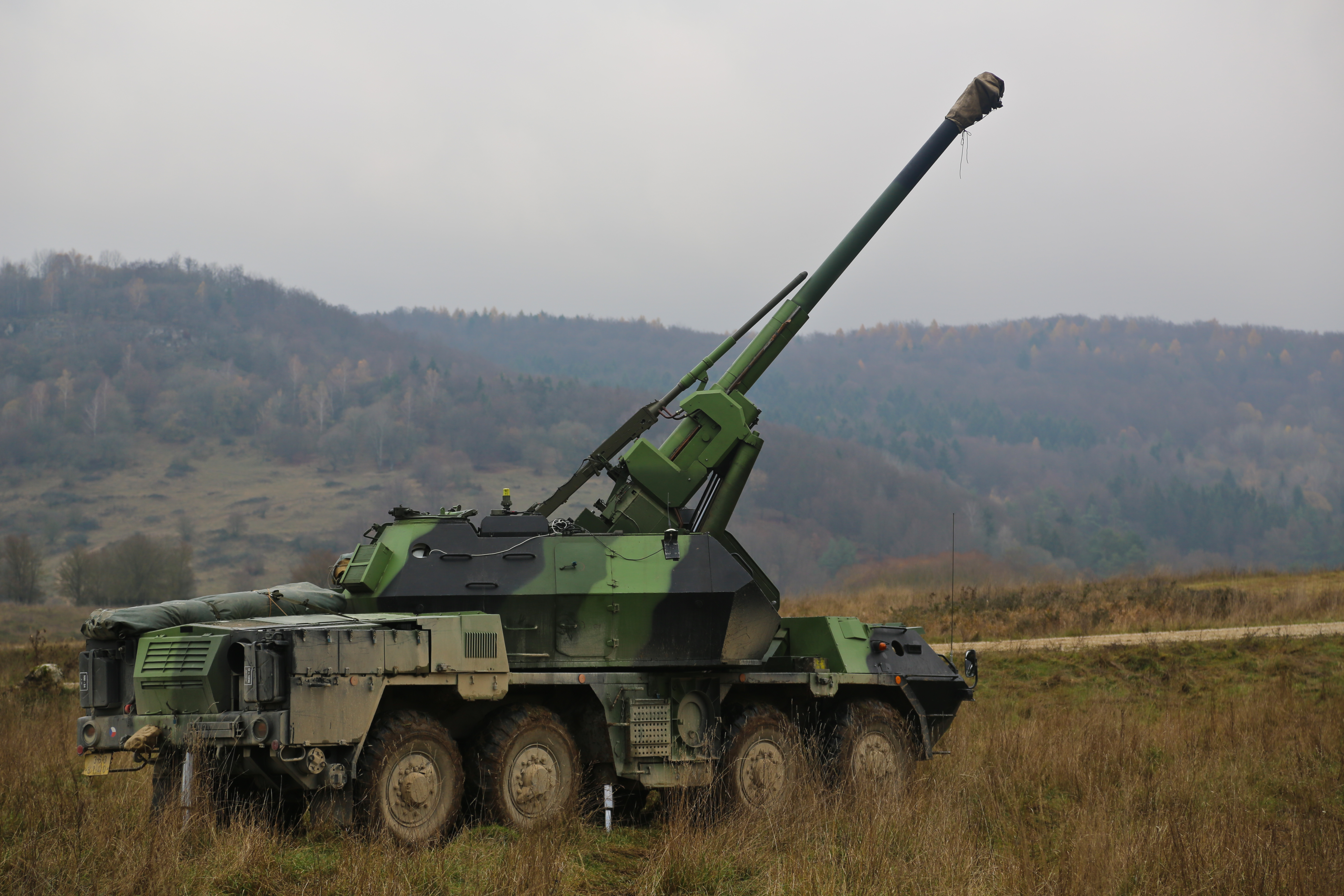
ShKH vz. 77
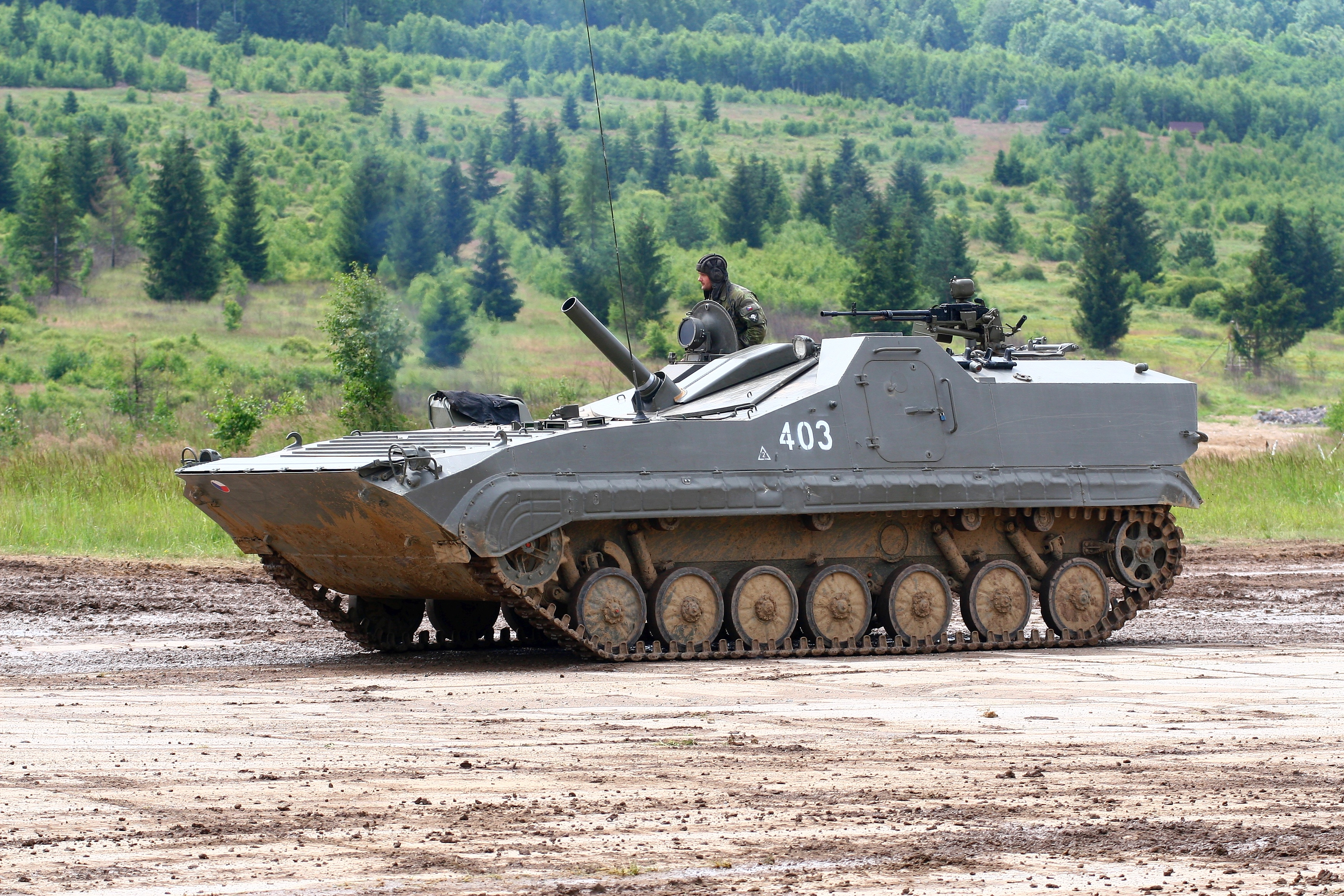
ShM vz. 85

### Ženijní vojsko
Ženijní vojsko přispívá k zajištění pohybu a ochrany vlastních jednotek, omezení pohybu protivníka a zajištění všeobecné ženijní podpory organickými ženijními jednotkami a úkolovými uskupeními. Ženisté disponují prostředky a materiálem k úpravě a údržbě cest a letišť, zřizování průchodů v zátarasech, likvidaci improvizovaných výbušných zařízení, překonávání vodních překážek, zřizování výbušných a nevýbušných zátarasů, budování ochranných staveb, těžbě a úpravě vody a záchranným pracím. Ženijní vojsko podporuje IZS za účelem plnění humanitárních úkolů civilní ochrany.
15. ženijní pluk sestává ze tří ženijních praporů (151., 152. a 153.), centra technické a informační podpory, prvku posádkové podpory, provozní čety a velení a štábu.
Ženijními jednotkami disponují také jednotlivé prapory 4. brigády rychlého nasazení, 7. mechanizované brigády a 43. výsadkový pluk.

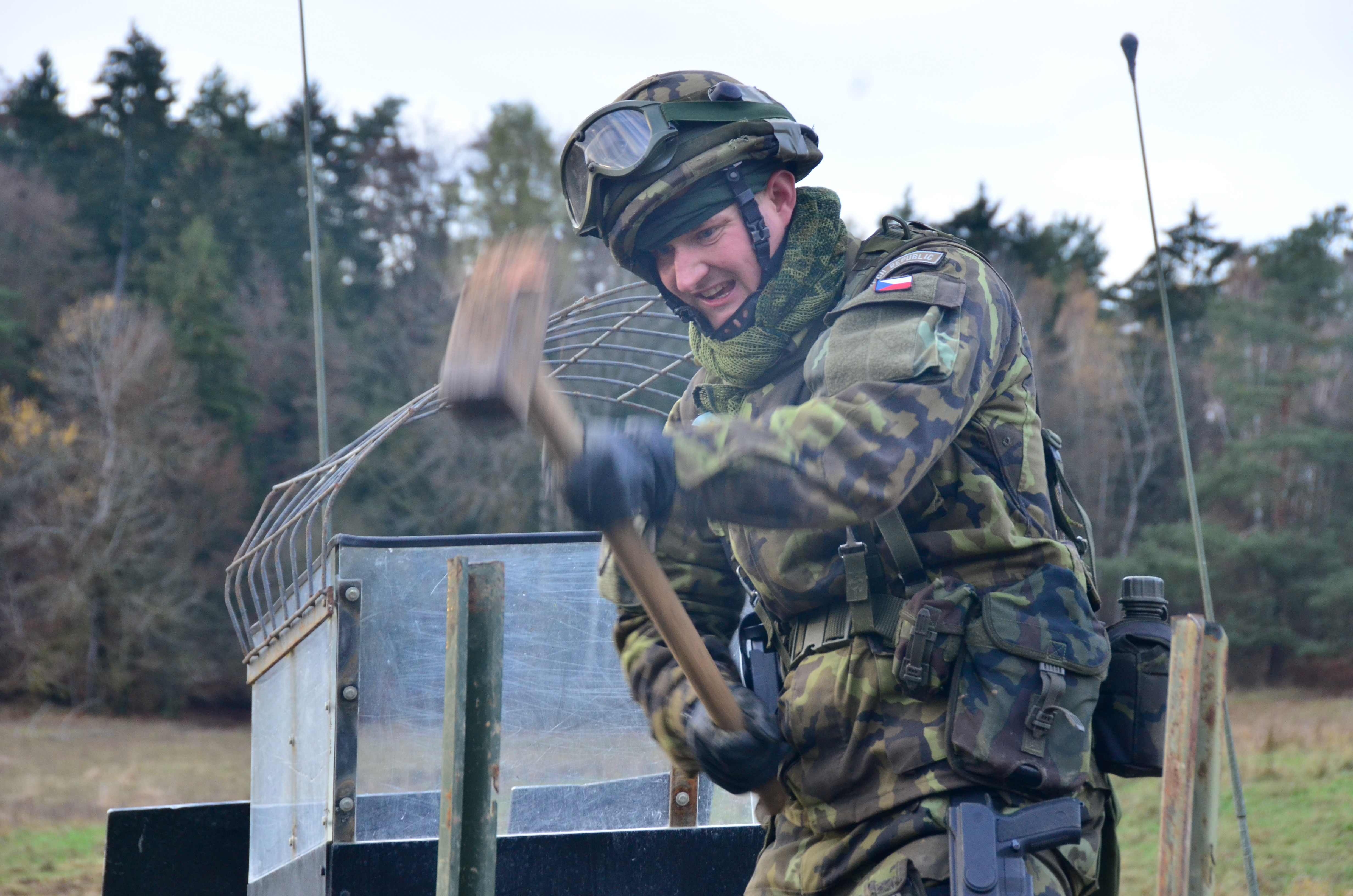
Ženista z 42. mpr
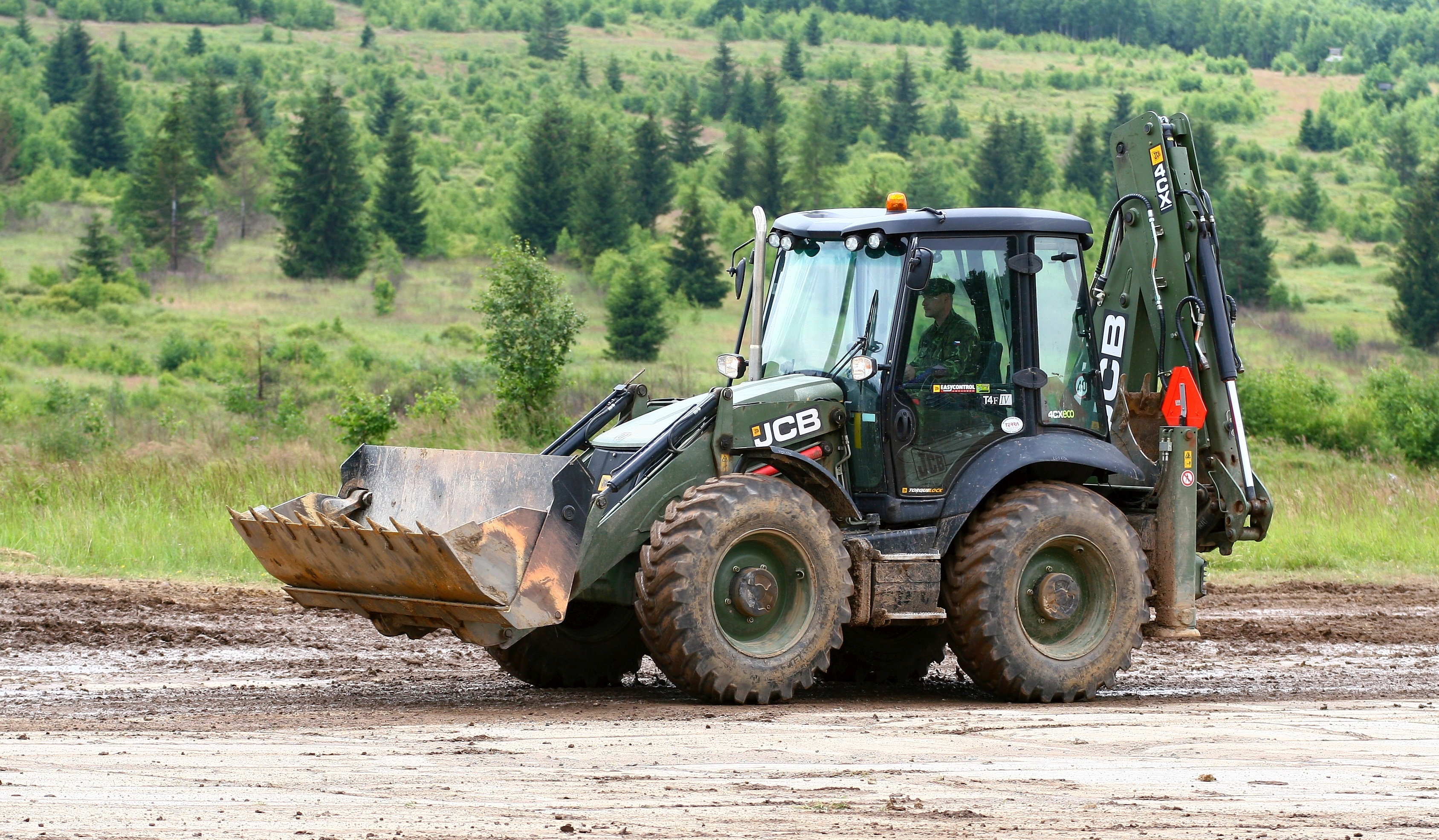
JCB 4CX
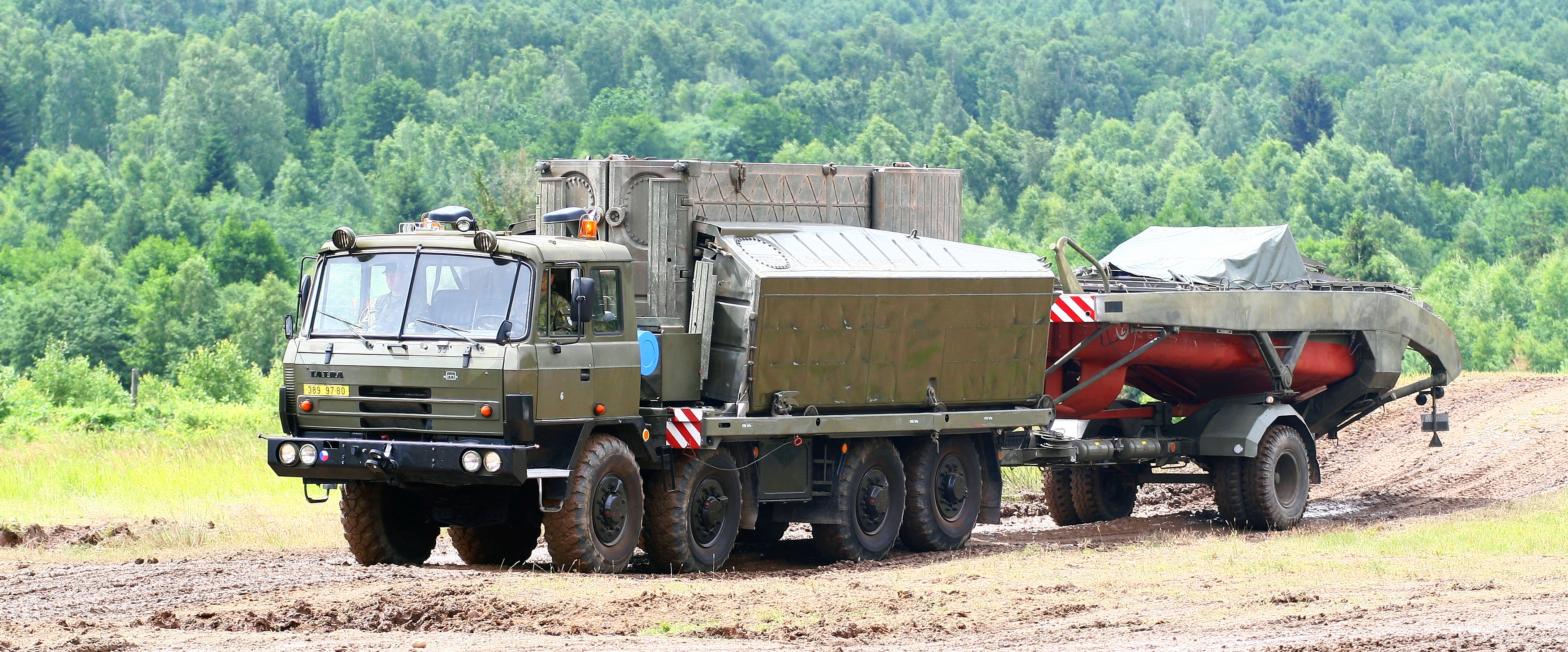
Pontonová mostová souprava [pozn. 2]

### Chemické vojsko
Chemické vojsko poskytuje ochranu proti ZHN (zbraním hromadného ničení), chemické zabezpečení vojsk, bojovou podporu jednotek úkolových uskupení a pravidelný příspěvek do mnohonárodního úkolového uskupení Sil rychlé reakce NATO. Monitorovací činnost v návaznosti na armádní radiační monitorovací síť je v rámci civilně‑vojenské spolupráce koordinována se Státním úřadem pro jadernou bezpečnost.
31. pluk radiační, chemické a biologické ochrany zabezpečuje radiační, chemický a biologický průzkum, odběr vzorků a laboratorní analýzu, varování o napadení ZHN a úniku jiných toxických látek. Provádí dekontaminaci osob, techniky, materiálu, terénu, terénních objektů. Zabezpečuje základní zdravotnické a lékařské ošetření osob zasažených ZHN. Podřízenými jednotkami jsou 311. a 312. prapor radiační, chemické, biologické ochrany a 314. centrum výstrahy zbraní hromadného ničení.
Jednotkami radiačního a chemického průzkumu v síle družstva disponují také jednotlivé prapory 4. brigády rychlého nasazení, 7. mechanizované brigády a 43. výsadkový pluk.

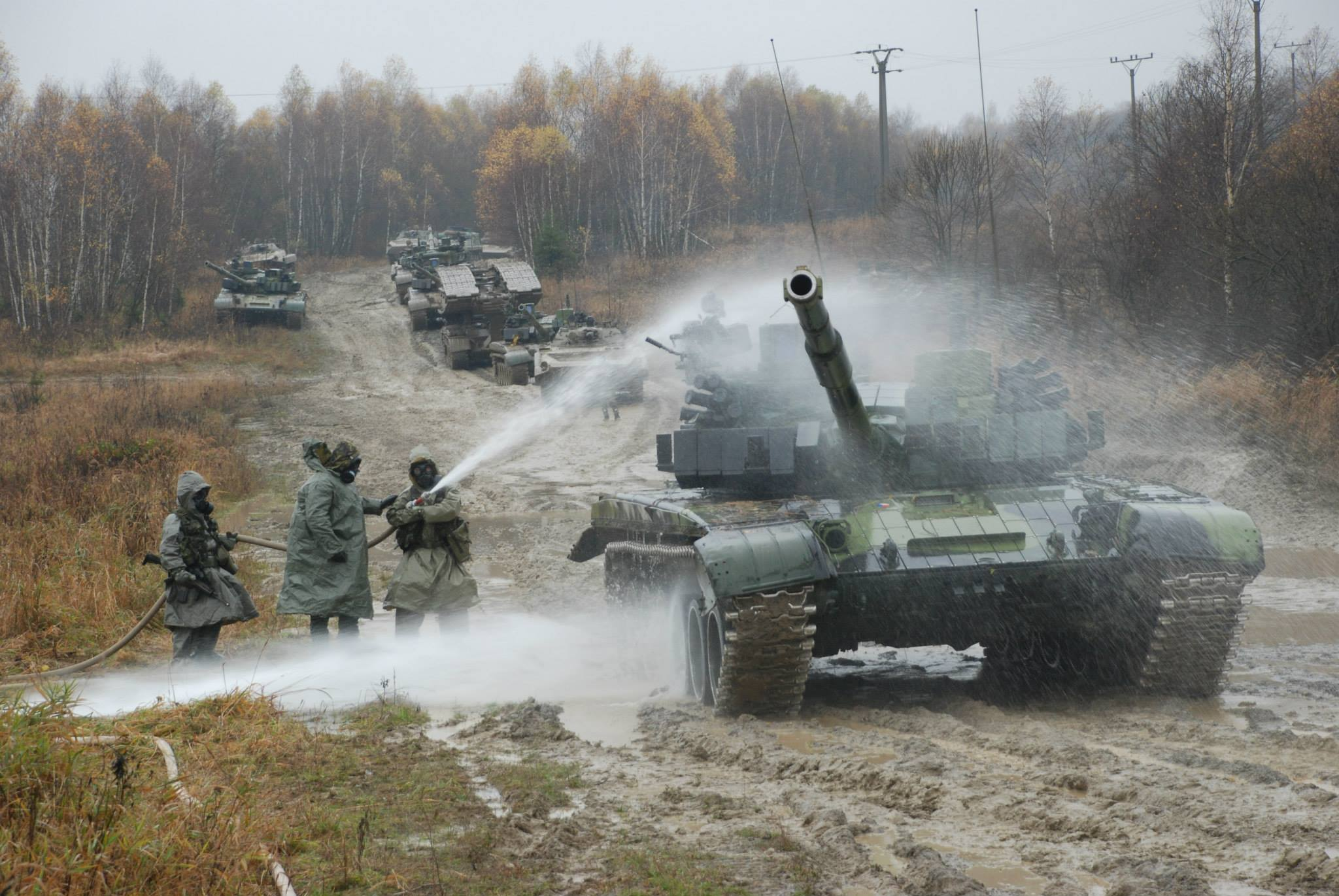
Dekontaminace tanku
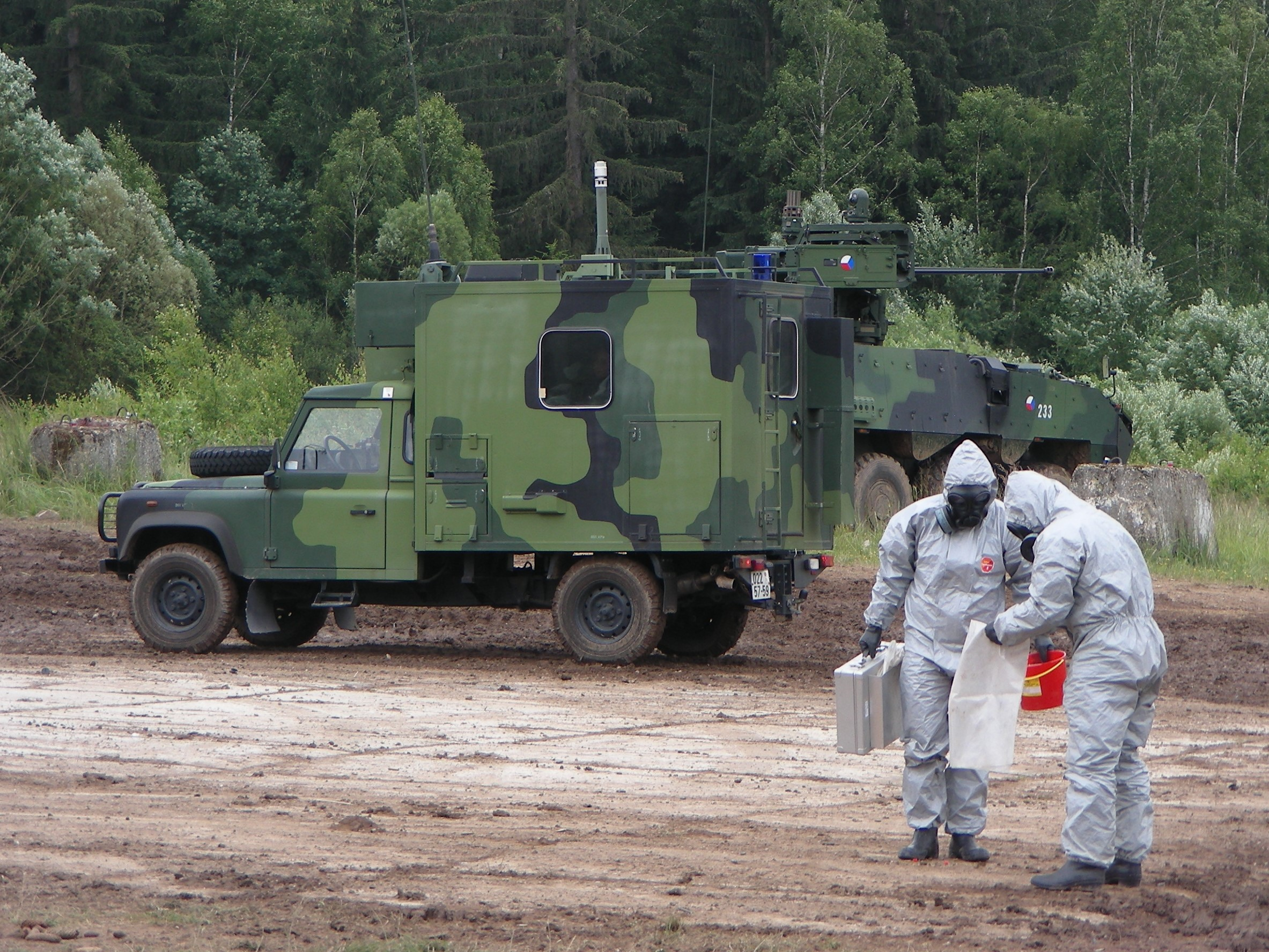
LR 130 RCH
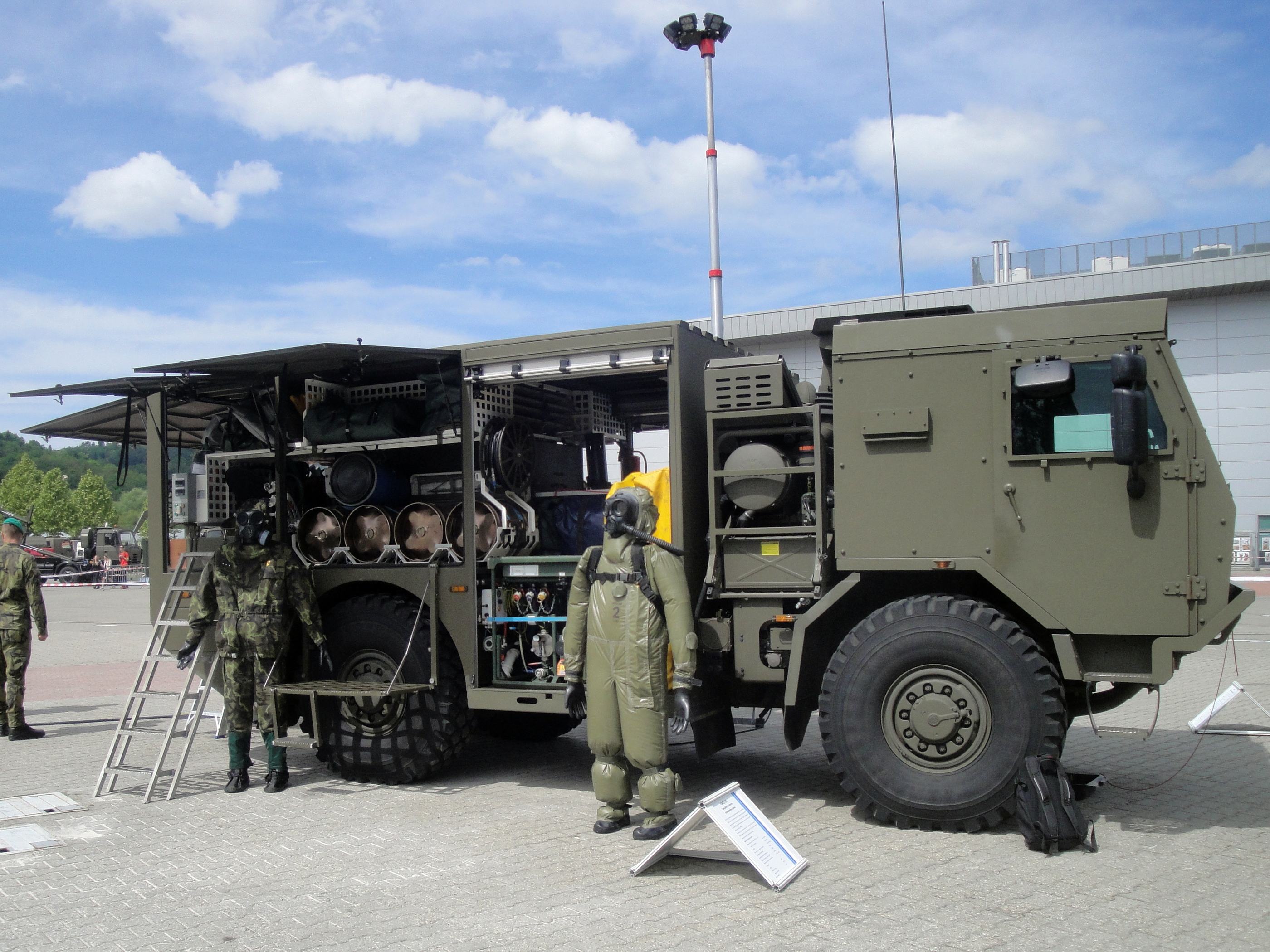
T 815 4x4 MDA

### Logistika
Logistika poskytuje logistické zabezpečení v celém spektru činností AČR a ministerstva obrany (MO). Podle úrovně operačního použití se logistika člení na 1. až 4. úroveň.
- 1. úroveň: u pozemních sil organické jednotky logistiky působící ve prospěch praporů a oddílů
- 2. úroveň: u pozemních sil prapory logistiky zabezpečující brigádní úkolová uskupení
- 3. úroveň: prapor podpory nasaditelných sil
- 4. úroveň: zabezpečována z území ČR sekcí logistiky MO s využitím stacionárních zařízení a schopností národního hospodářství

14. pluk logistické podpory je určen k provádění přípravy, plánování, řízení a organizaci logistického zabezpečení pozemních sil při jejich rozvinutí a plnění úkolů mimo území republiky. Pluk logisticky zabezpečuje operace do velikosti brigádního úkolového uskupení bez potřeby mobilizace zdrojů a záloh. Kromě velitelské roty se skládá z 141. a 143. zásobovacího praporu a 142. praporu oprav.

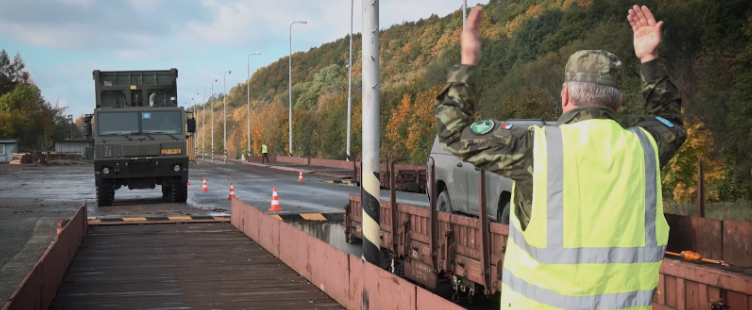
Nakládaní techniky na železnici (tzv. vagónování)
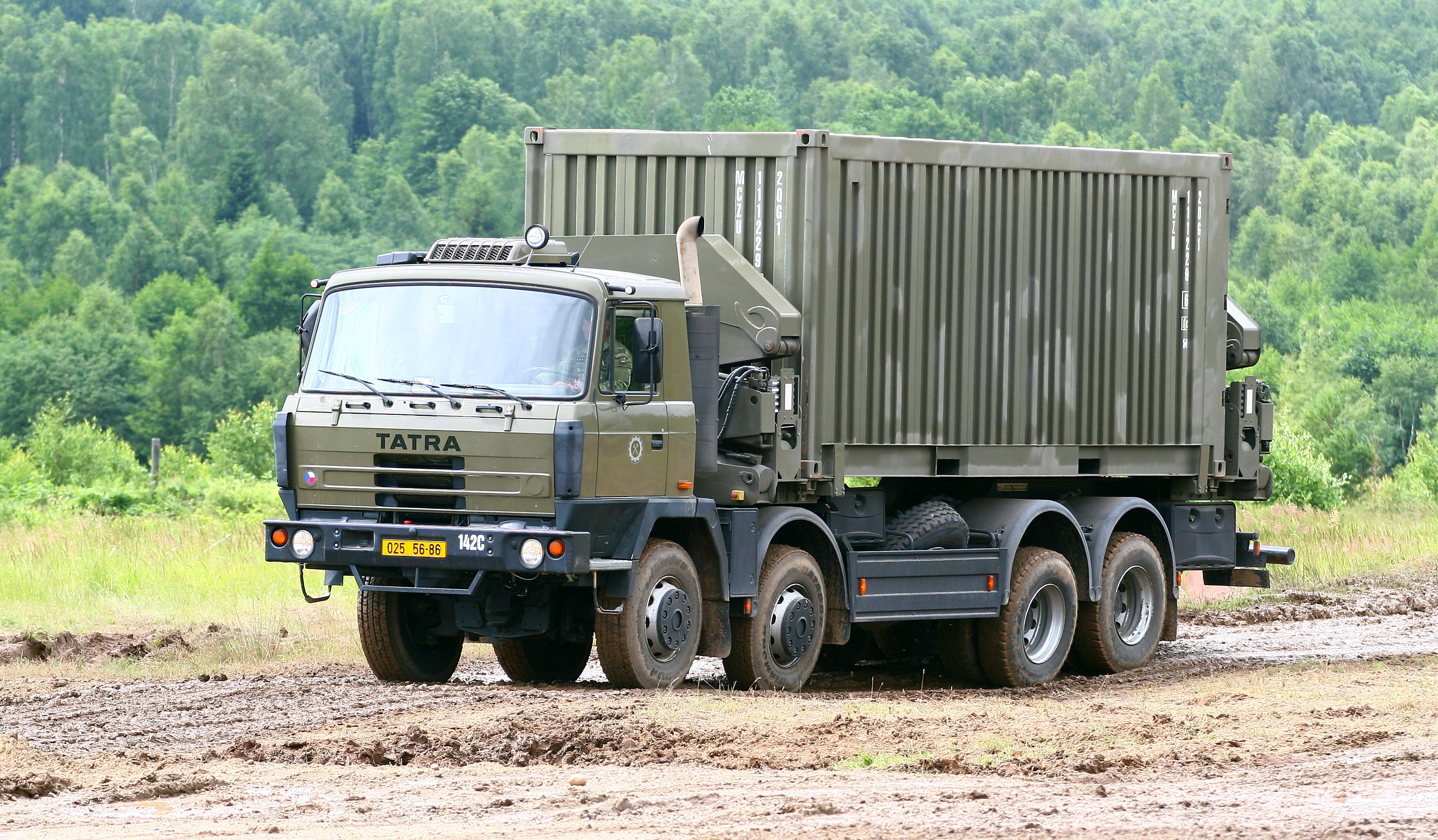
Tatra 815 8x8 STEELBRO
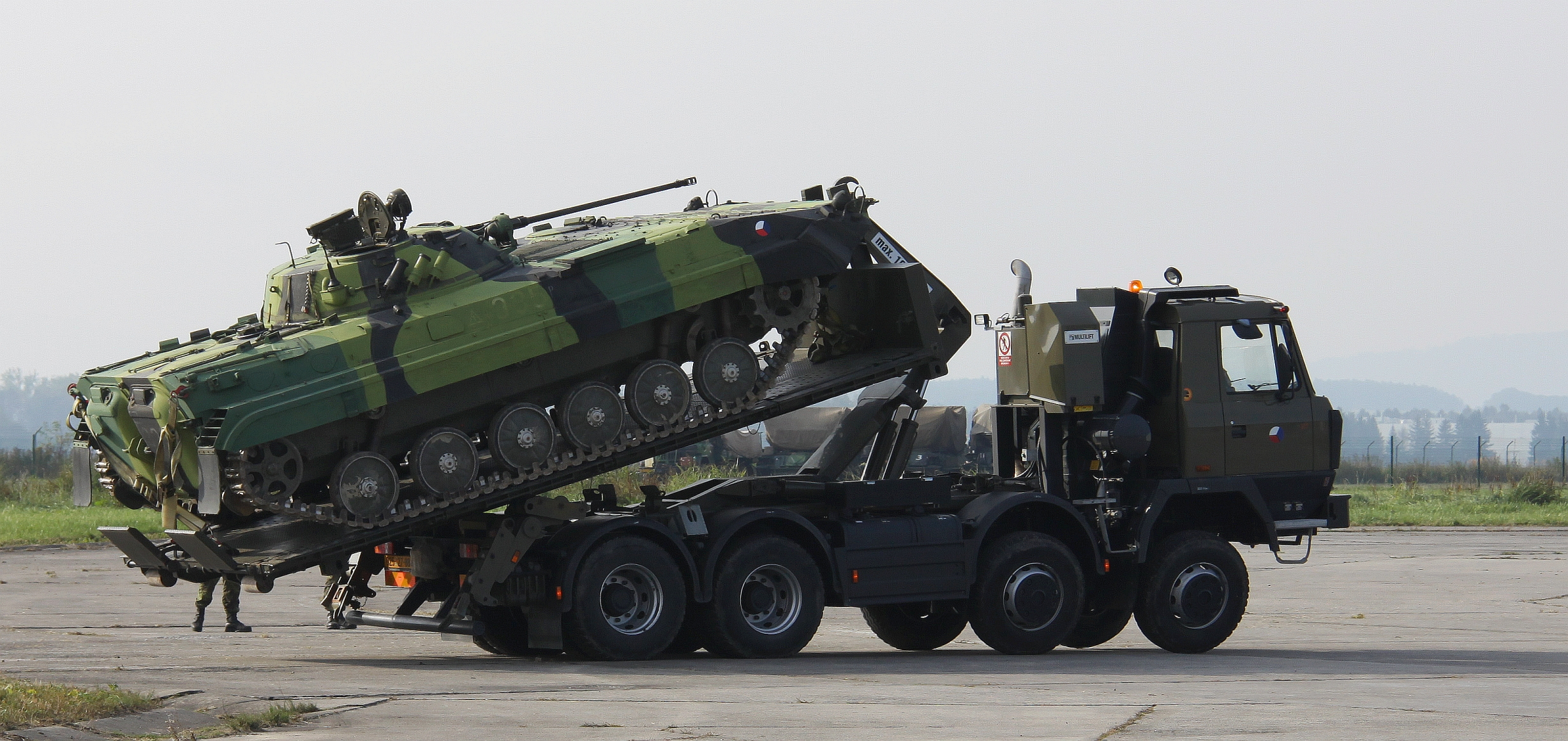
Tatra 815-2 Multilift Mk.IV

### Zpravodajské zabezpečení
Zpravodajské zabezpečení AČR zahrnuje schopnosti v oblastech zpravodajství, průzkumu, elektronického boje (EB), geografického a hydrometeorologického zabezpečení. Síly a prostředky zpravodajského zabezpečení jsou vyčleňovány do úkolových uskupení pro podporu rozhodovacího procesu velitelů.
Zpravodajství provádí vyhodnocování vstupních dat od senzorů s využitím databázových souborů propojených s aliančními partnery. Průzkum poskytuje data a informace o cílech. Pro podporu taktické a operační úrovně velení a řízení se používají bezpilotní prostředky.
Síly a prostředky EB jsou rozvíjeny k vedení nepřetržitého skrytého rádiového a radiotechnického průzkumu, zjišťování všech druhů radiolokátorů, identifikačních prostředků a navigačních zařízení, elektronické ochraně vlastních vojsk, rušení protivníka, monitorování elektronické situace, zjišťování příznaků možného ohrožení, vytváření obrazu o situaci ve vzdušném prostoru a vedení databáze cílů.
53. pluk průzkumu a elektronického boje se skládá z hlavních organizačních celků, kam patří velení a štáb pluku, Centrum Intelligence Surveillance and Reconnaissance (ISR) a jednotlivé prapory – 102. průzkumný prapor, 532. prapor elektronického boje a 533. prapor bezpilotních systémů.

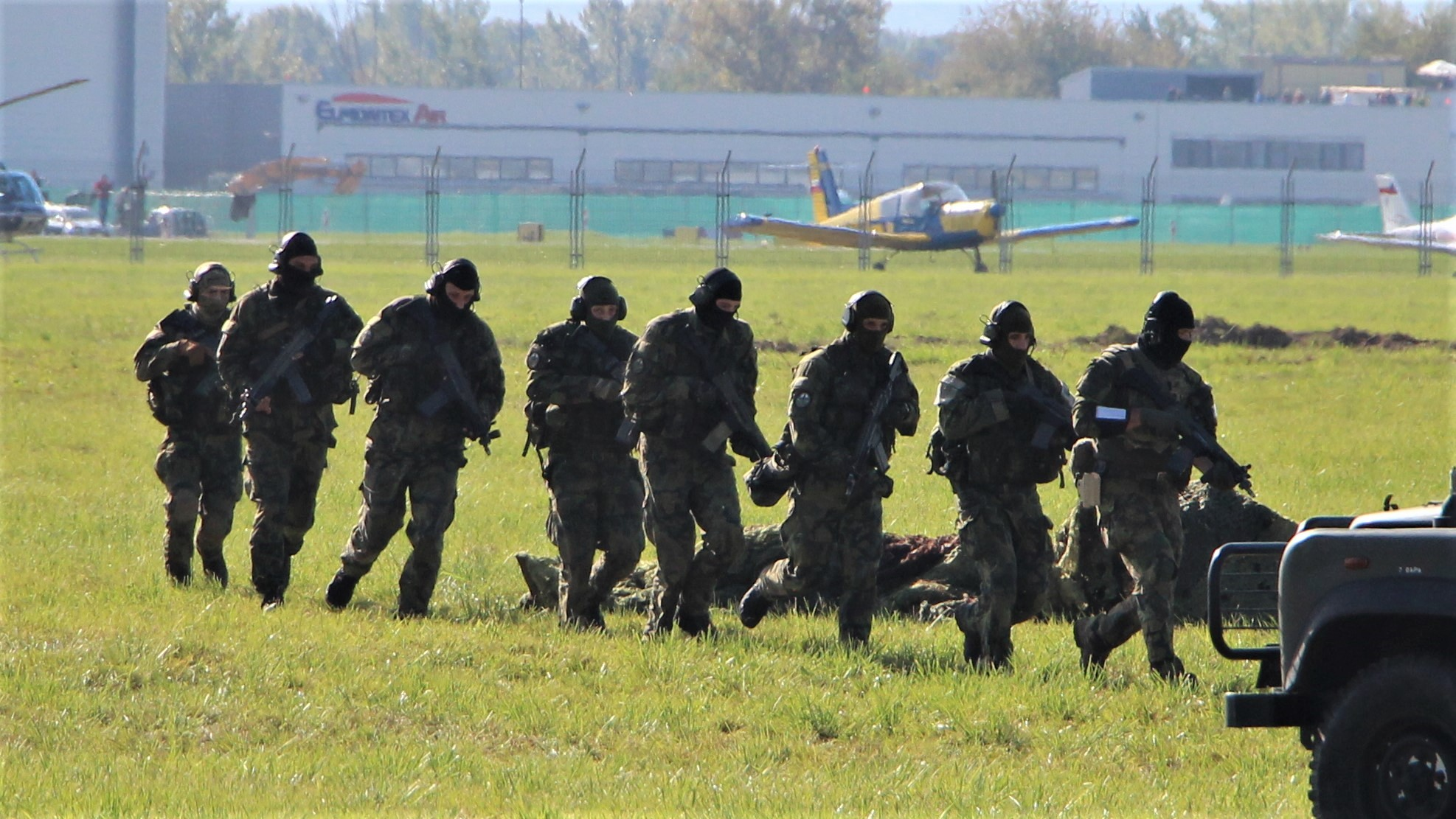
Průzkumná skupina 102. pzpr
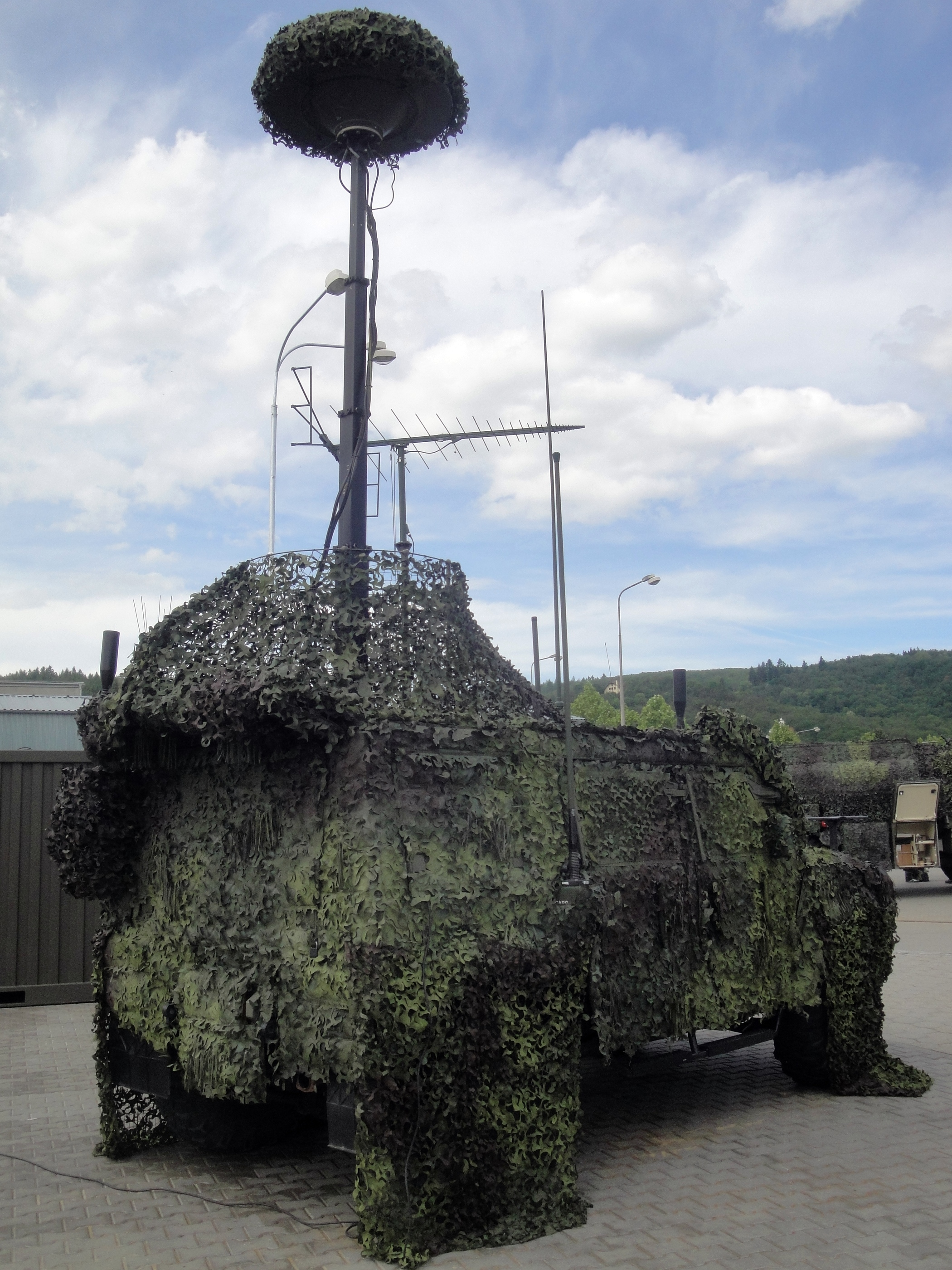
LOV Iveco MPRS II
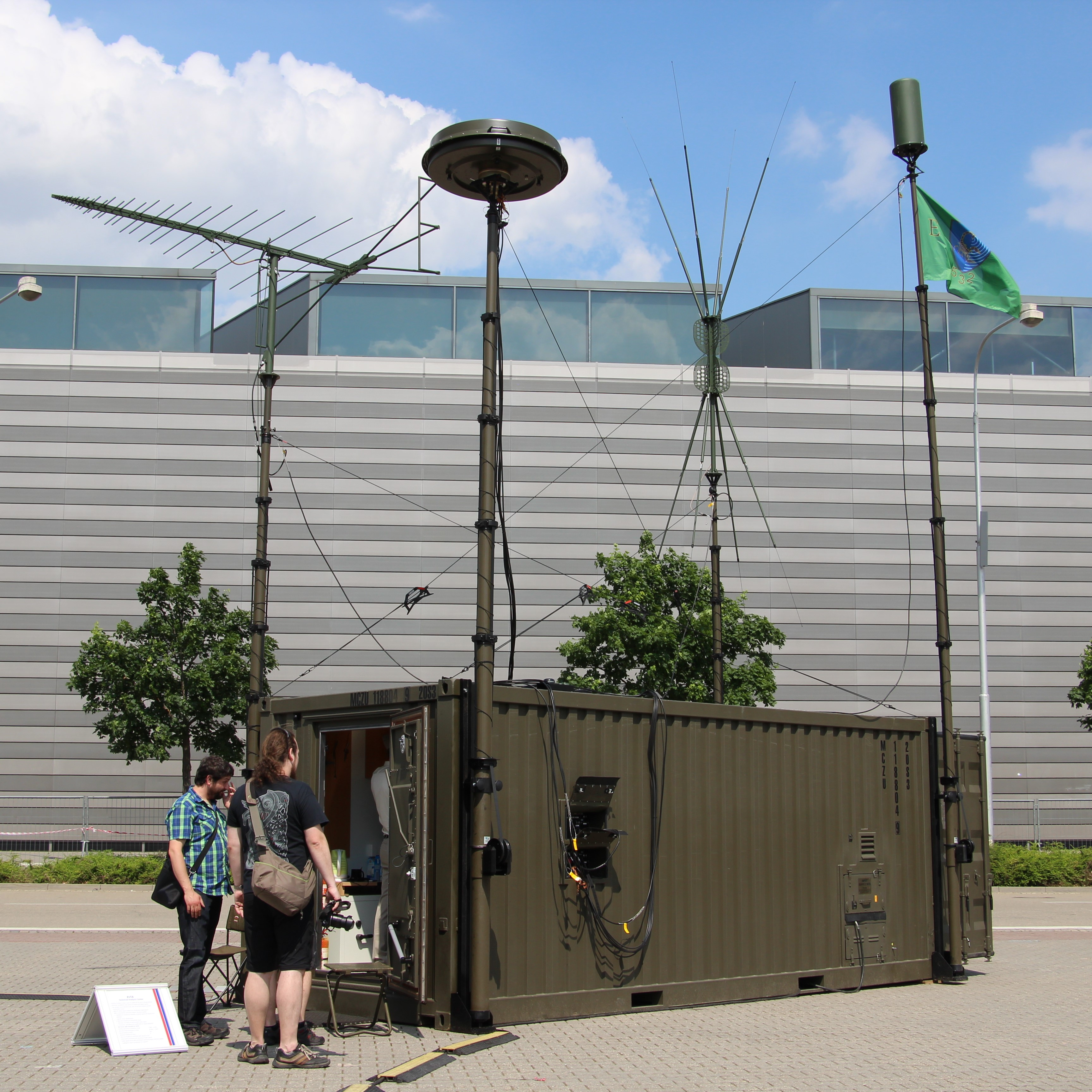
PrTA MKEB
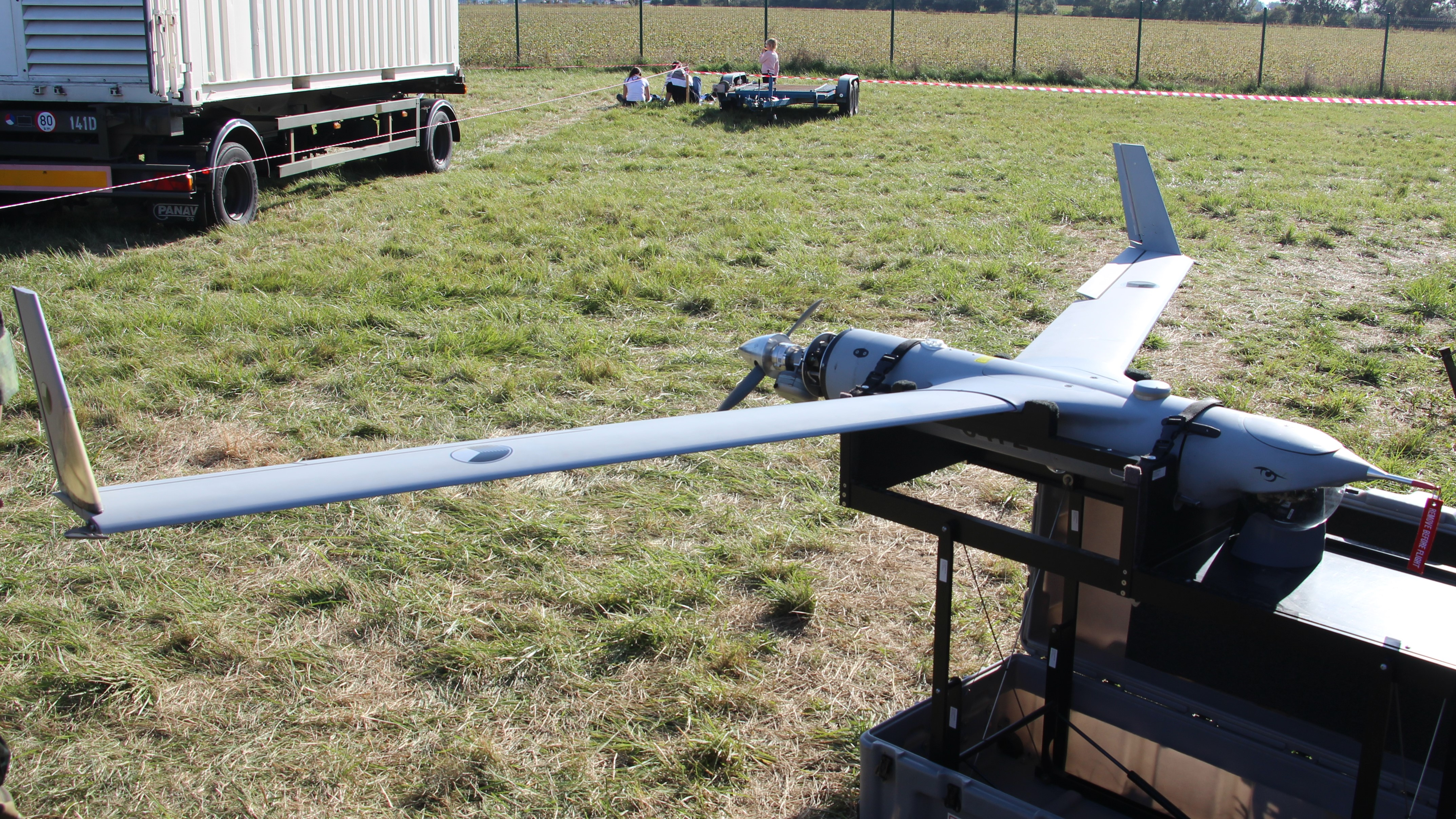
Bezpilotní letoun ScanEagle

## Struktura

### Velitelství pozemních sil
Taktickou úroveň velení a řízení zajišťuje Velitelství pozemních sil, které plánuje, řídí a organizuje přípravu sil a prostředků. Struktura pozemních sil zahrnuje bojové síly, síly bojové podpory a síly bojového zabezpečení.

#### Bojové síly

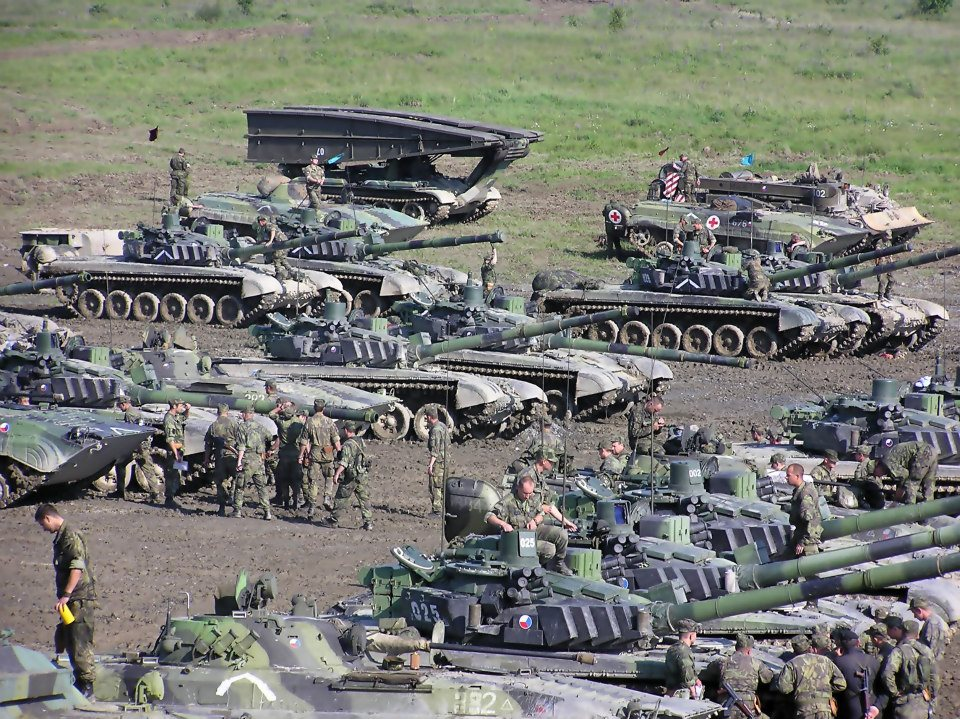
Technika 7. mechanizované brigády

- 4. brigáda rychlého nasazení (Žatec)
  - 41. mechanizovaný prapor (Žatec)
  - 42. mechanizovaný prapor (Tábor)
  - 44. lehký motorizovaný prapor (Jindřichův Hradec)
- 7. mechanizovaná brigáda (Hranice)
  - 71. mechanizovaný prapor (Hranice)
  - 72. mechanizovaný prapor (Přáslavice)
  - 73. tankový prapor (Přáslavice)
  - 74. mechanizovaný prapor (Bučovice)
- 43. výsadkový pluk (Chrudim)

#### Síly bojové podpory
- 13. dělostřelecký pluk (Jince)
  - 131. dělostřelecký oddíl (Jince)
  - 132. dělostřelecký oddíl (Jince)
- 15. ženijní pluk (Bechyně)
  - 151. ženijní prapor (Bechyně)
  - 152. ženijní prapor (Bechyně)
  - 153. ženijní prapor (Olomouc)

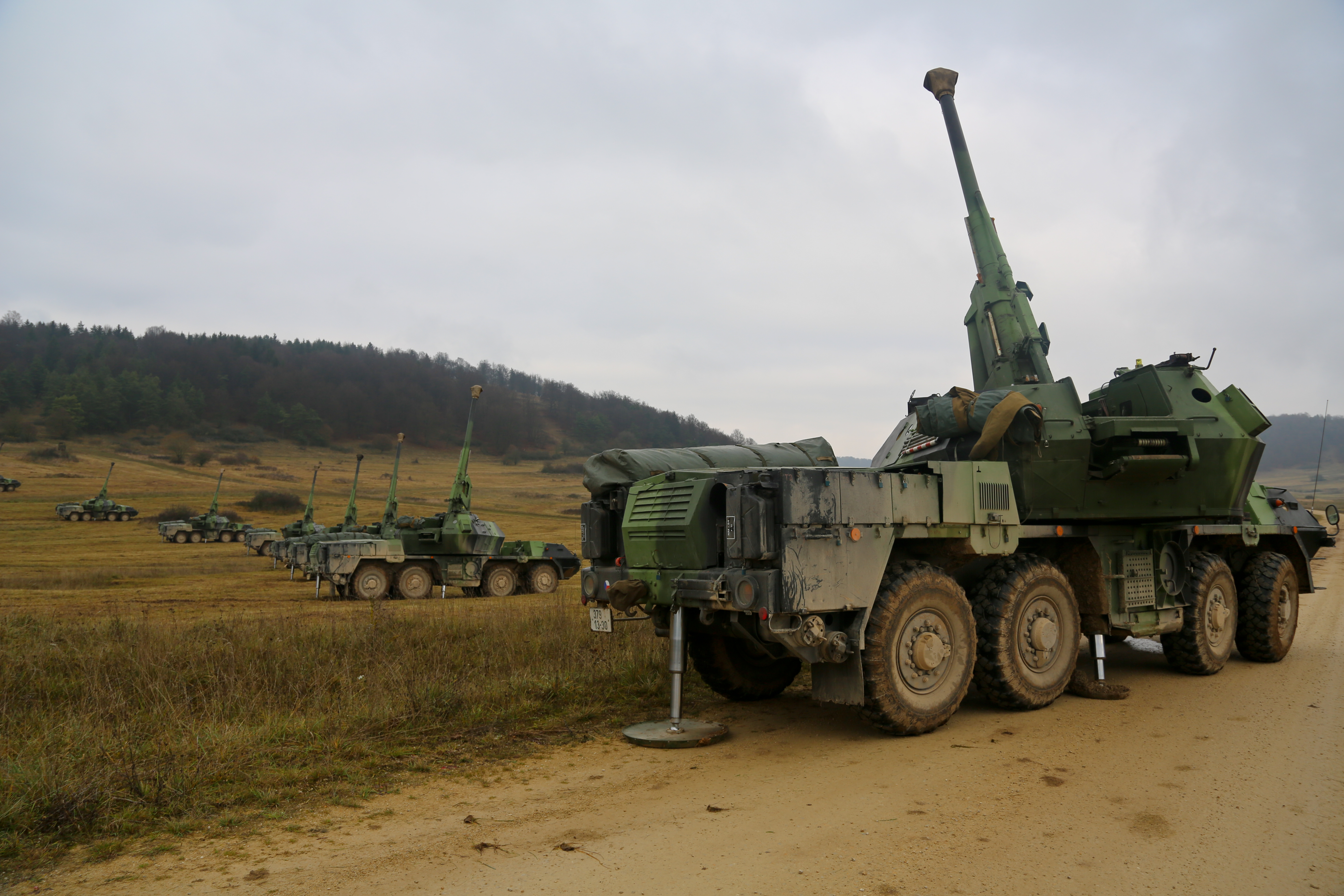
Baterie samohybných houfnic DANA 13. dělostřeleckého pluku

- 31. pluk radiační, chemické a biologické ochrany (Liberec)
  - 311. prapor radiační, chemické, biologické ochrany (Liberec)
  - 312. prapor radiační, chemické, biologické ochrany (Liberec)
  - 314. centrum výstrahy zbraní hromadného ničení (Hostivice - Břve)
- 53. pluk průzkumu a elektronického boje (Opava)
  - 532. prapor elektronického boje (Opava)
  - 533. prapor bezpilotních systémů (Prostějov)
  - 102. průzkumný prapor (Prostějov)

#### Síly bojového zabezpečení
- 14. pluk logistické podpory (Pardubice)
  - 141. zásobovací prapor (Pardubice)
  - 142. prapor oprav (Klatovy)
  - 143. zásobovací prapor (Lipník nad Bečvou)

## Organizace malých jednotek
Uvedená organizace mechanizovaných jednotek vychází (s menšími úpravami) ze sovětské, v níž 3 bojová vozidla pěchoty (BVP) tvořila četu a tři čety rotu, která měla celkem 10 BVP (1 pro velitele roty). Podle zdroje z roku 2019 AČR chystá kromě pořízení nových pásových bojových vozidel pěchoty také přechod na „západní“, tzv. „čtyřkovou“ organizaci se 4 BVP na četu – velitel čety má nově disponovat vlastním BVP.

### Mechanizovaná četa

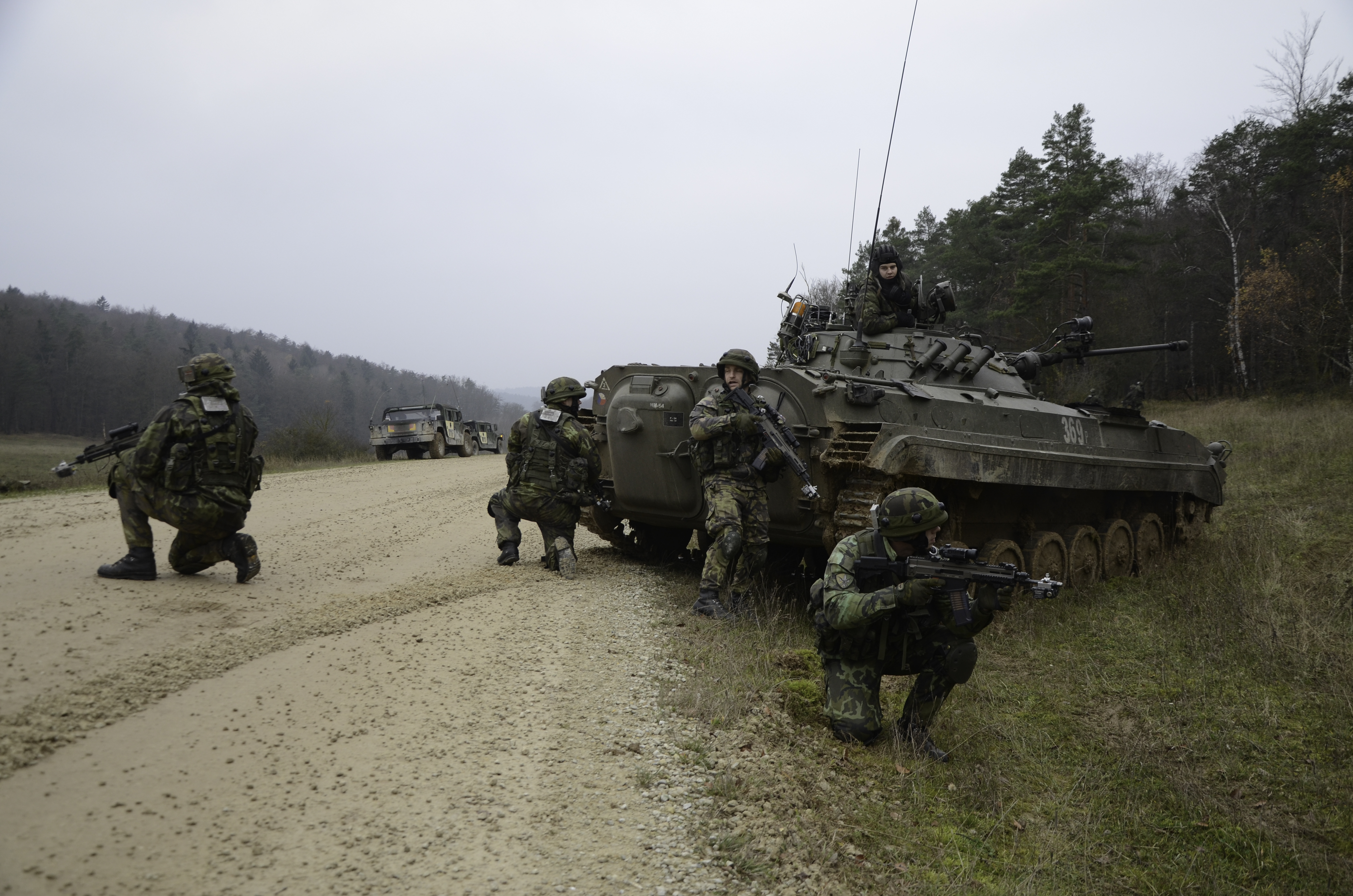
Velitel družstva ve věži BVP-2 komunikuje se sesednutým rojem

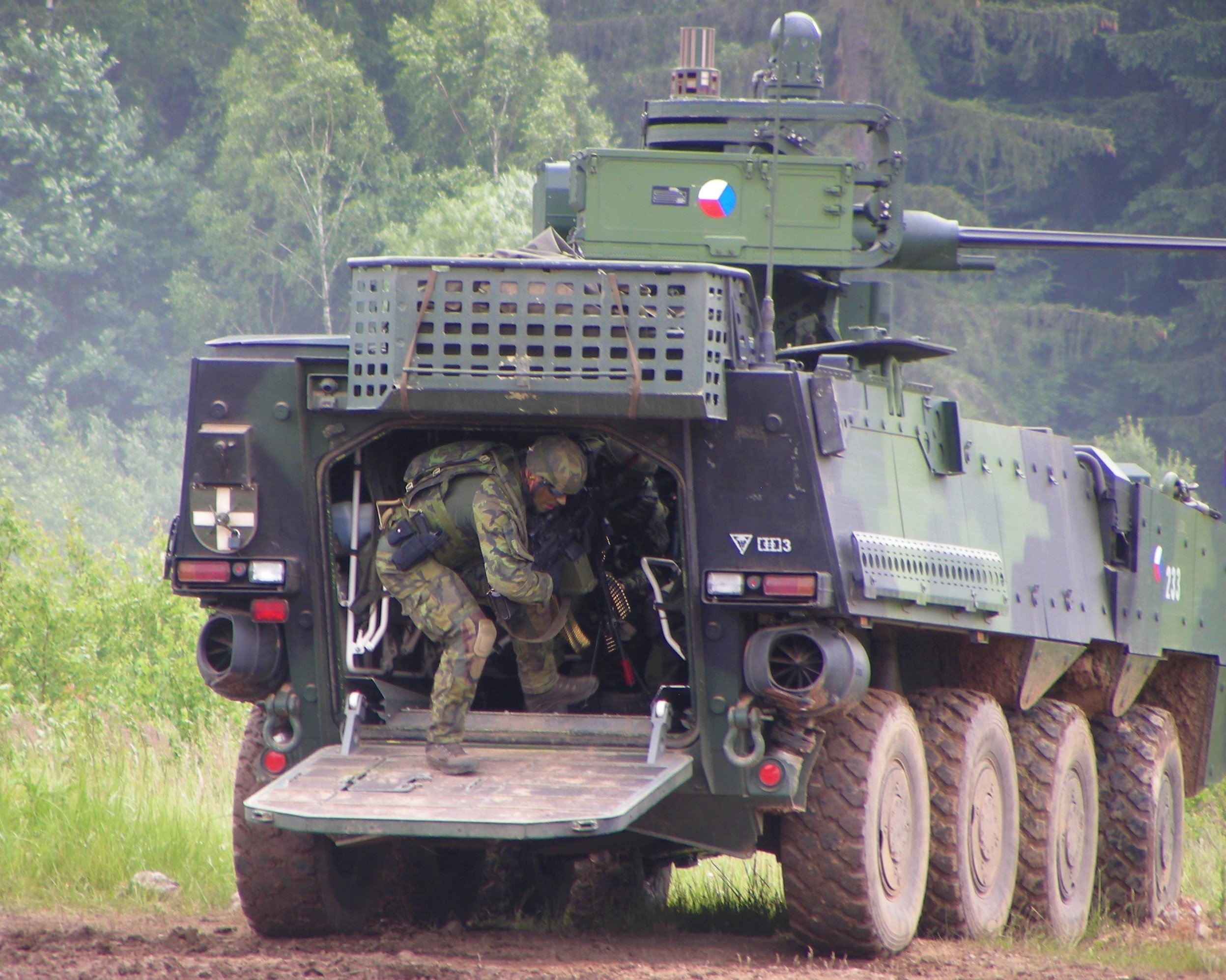
Kulometník s FN MINIMI opouští KBVP Pandur II

Mechanizovanou četu, která má „tabulkově“ 31 vojáků a 3 bojová vozidla pěchoty BVP-2, tvoří:
- velitel čety,
- zástupce velitele čety,
- 2 specialisté ISR,[pozn. 3]
- 3x mechanizované družstvo po 9 vojácích a 1 BVP-2.[38]

Mechanizované družstvo je nejmenší taktická jednotka, která plní bojové úkoly zpravidla v sestavě čety, výjimečně i samostatně. Skládá se z roje (výsadku) a osádky bojového vozidla pěchoty.
| Mechanizované družstvo BVP-2 (2008) | Mechanizované družstvo BVP-2        | Mechanizované družstvo KBVP Pandur II | Mechanizované družstvo BVP-2 (2019) |
| ----------------------------------- | ----------------------------------- | ------------------------------------- | ----------------------------------- |
| velitel družstva                    | velitel družstva                    | velitel osádky                        | velitel družstva                    |
| střelec-operátor                    | střelec-operátor                    | střelec-operátor                      | střelec-operátor                    |
| starší řidič                        | řidič                               | řidič                                 | starší řidič                        |
| velitel roje                        | velitel roje                        | velitel družstva                      | velitel roje                        |
| kulometník                          | střelec z kulometu                  | střelec z kulometu                    | střelec                             |
| pancéřovník                         | střelec z ruční protitankové zbraně | střelec z ruční protitankové zbraně   | pancéřovník                         |
| pomocník pancéřovníka               | střelec z útočné pušky              | střelec z útočné pušky                | pomocník pancéřovníka               |
| střelec                             | střelec z útočné pušky              | střelec z útočné pušky                | starší střelec                      |
| odstřelovač                         | střelec z odstřelovací pušky        | střelec z odstřelovací pušky          | starší střelec                      |

### Četa lehké motorizované pěchoty

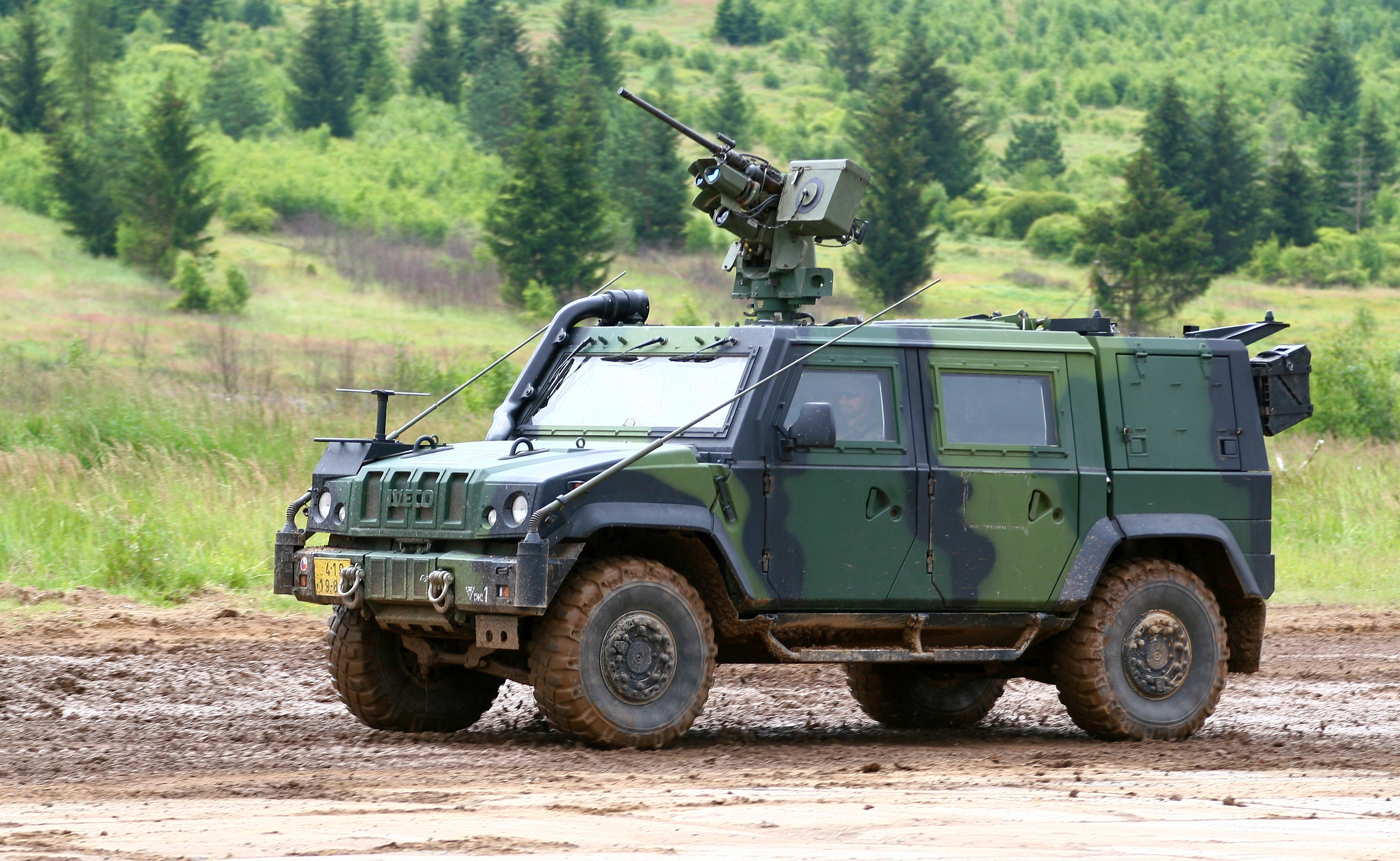
LOV 50B pojme 5 vojáků

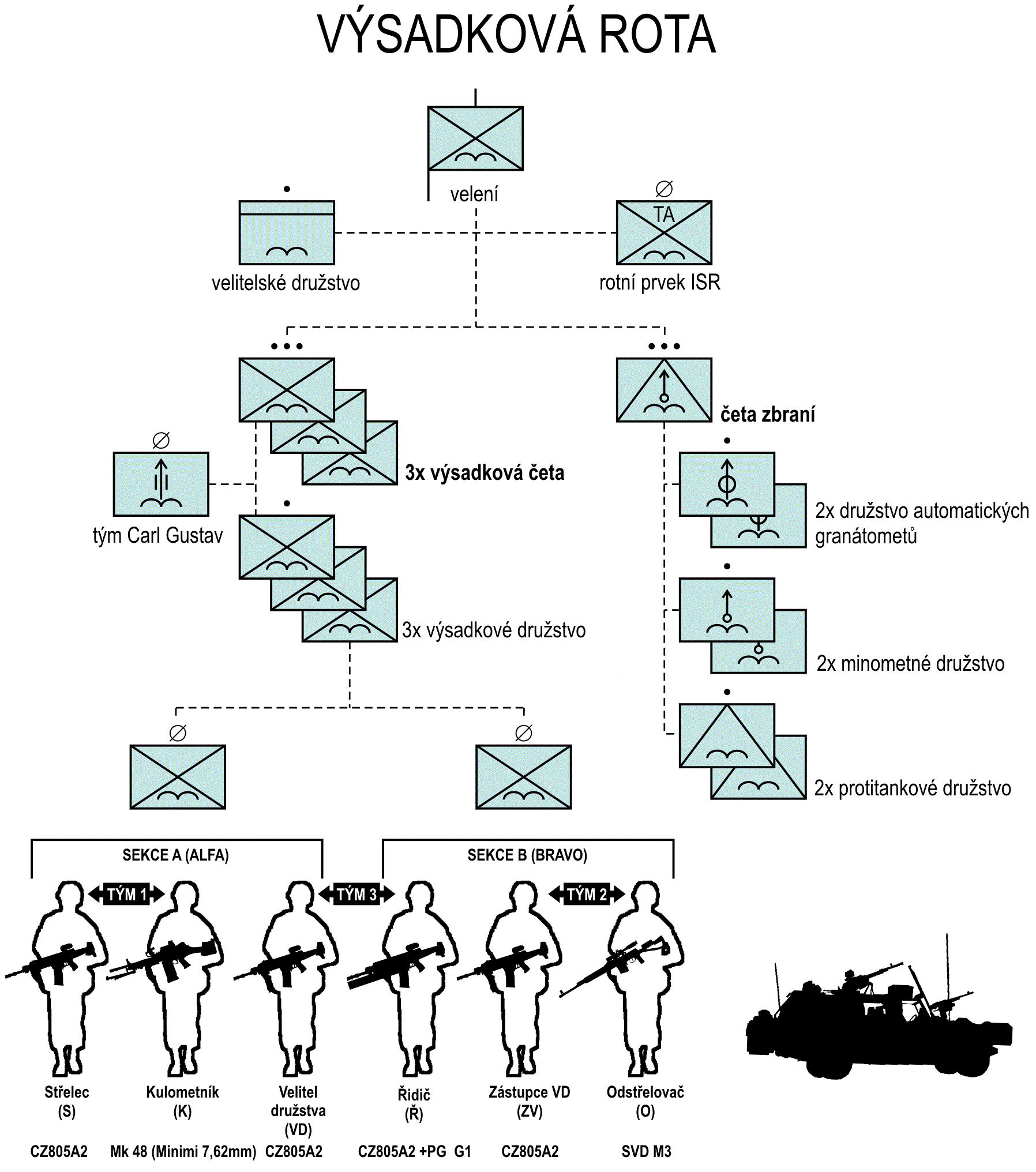
Organizační struktura výsadkové roty 43. vpr

Pěchota 44. lehkého motorizovaného praporu je převážena lehkými obrněnými vozidly LOV Iveco. Základní samostatnou manévrovou jednotkou je četa 20 vojáků se 4 vozidly LOV 50B, která se dělí na dvě družstva.
| LOV 50B                                                                                          | LOV 50B                                                                        |
| ------------------------------------------------------------------------------------------------ | ------------------------------------------------------------------------------ |
| - velitel družstva - střelec-operátor - řidič - kulometník (FN MINIMI) - střelec (BREN / BREN 2) | - velitel čety - střelec-operátor - řidič - přesný střelec (SVD) - střelec     |
| LOV 50B                                                                                          | LOV 50B                                                                        |
| - velitel družstva - střelec-operátor - řidič - kulometník - střelec                             | - zástupce velitele čety - střelec-operátor - řidič - přesný střelec - střelec |

### Výsadková četa
Výsadkové družstvo převážené vozidlem Land Rover Defender 130 Kajman se skládá ze 6 vojáků:
- Sekce A (Alfa)
  - velitel družstva
  - kulometník
  - střelec
- Sekce B (Bravo)
  - zástupce velitele družstva
  - řidič
  - odstřelovač

Výsadkovou četu tvoří tři družstva a „tým Carl Gustav“ (obsluha bezzákluzové protitankové zbraně).